# Ustaše
A Ustaše, também conhecido pelas versões anglicizadas Ustasha ou Ustashe,[b] foi uma organização croata, fascista e ultranacionalista ativa, como uma única organização, entre 1929 e 1945, formalmente conhecida como Ustaša – Movimento Revolucionário Croata (em croata:  Ustaša – Hrvatski revolucionarni pokret). Desde a sua criação e antes da Segunda Guerra Mundial, a organização envolveu-se numa série de atividades terroristas contra o Reino da Iugoslávia, incluindo a colaboração com a Organização Revolucionária Interna da Macedônia (IMRO) para assassinar o rei Alexandre I da Iugoslávia em 1934. Durante a Segunda Guerra Mundial na Iugoslávia, os Ustaše perpetraram o Holocausto e o genocídio contra as suas populações judaica, sérvia e cigana, matando centenas de milhares de sérvios, judeus, ciganos, bem como dissidentes políticos muçulmanos bósnios e croatas.
A ideologia do movimento era uma mistura de fascismo, catolicismo romano e ultranacionalismo croata. Os Ustaše apoiaram a criação de uma Grande Croácia que atravessaria o rio Drina e se estenderia até a fronteira de Belgrado. O movimento defendeu uma Croácia racialmente "pura" e promoveu o genocídio contra os sérvios - devido ao sentimento antissérvio dos Ustaše - e o Holocausto contra judeus e ciganos através da teoria racial nazista, e a perseguição de croatas e bósnios antifascistas ou dissidentes. Os Ustaše viam os bósnios como "croatas muçulmanos" e, como resultado, os bósnios não eram perseguidos com base na raça. Os Ustaše abraçaram o catolicismo romano e o islamismo como as religiões dos croatas e condenaram o cristianismo ortodoxo, que era a principal religião dos sérvios. O catolicismo romano foi identificado com o nacionalismo croata, enquanto o islamismo, que tinha muitos seguidores na Bósnia e Herzegovina, foi elogiado pelos Ustaše como a religião que "mantém fiel o sangue dos croatas".
Foi fundada como uma organização nacionalista que procurava criar um estado croata independente. Funcionou como uma organização terrorista antes da Segunda Guerra Mundial. Após a invasão da Iugoslávia em abril de 1941, os Ustaše chegaram ao poder quando foram nomeados para governar uma parte da Iugoslávia ocupada pelo Eixo como o Estado Independente da Croácia (NDH), um quase-protetorado e estado-fantoche estabelecido pela Itália Fascista e a Alemanha Nazista. A Milícia Ustaše (em croata:  Ustaška vojnica) tornou-se seu braço militar no novo estado.
O regime Ustaše era militarmente fraco e carecia de apoio geral entre os croatas, lutando para conseguir um apoio significativo entre a população. Portanto, o terror era o seu meio de controlar a população “etnicamente díspar”. O regime Ustaše foi inicialmente apoiado por algumas partes da população croata que no período entreguerras se sentiram oprimidas pela Iugoslávia liderada pelos sérvios, mas as suas políticas brutais alienaram rapidamente muitos croatas comuns e resultaram na perda do apoio que tinham ganho ao criar um estado nacional croata.
Com a rendição alemã, o fim da Segunda Guerra Mundial na Europa, e o estabelecimento da Iugoslávia socialista em 1945, o movimento Ustaše e o seu estado entraram em colapso total. Muitos membros da Milícia Ustaše e da Guarda Nacional Croata que posteriormente fugiram do país foram feitos prisioneiros de guerra e sujeitos a marchas forçadas e execuções durante as repatriações de Bleiburg. Várias organizações sucessoras clandestinas e exiladas criadas por ex-membros do Ustaše, como os Cruzados e o Movimento de Libertação Croata, tentaram dar continuidade ao movimento com pouco sucesso.

## Nome
A palavra ustaša (plural: ustaše) é derivada do verbo intransitivo ustati (croata para levantar-se). "Pučki-ustaša" (em alemão:  Landsturm) era um posto militar na Guarda Nacional Imperial Croata (1868–1918). O mesmo termo era o nome dos regimentos de infantaria croatas de terceira classe (em alemão:  Landsturm regiments) durante a Primeira Guerra Mundial (1914–1918). Outra variação da palavra ustati é ustanik (plural: ustanici), que significa um insurgente ou rebelde. O nome ustaša não teve conotações fascistas durante os primeiros anos do Reino da Iugoslávia, já que o próprio termo "ustat" foi usado na Herzegovina para denotar os insurgentes da rebelião da Herzegovina de 1875. O nome original completo da organização apareceu em abril de 1931 como Ustaša – Hrvatska revolucionarna organizacija ou UHRO (Ustaša – Organização Revolucionária Croata). Em 1933 foi renomeado como Ustaša – Hrvatski revolucionarni pokret (Ustaša – Movimento Revolucionário Croata), nome que manteve até a Segunda Guerra Mundial. Em inglês, Ustasha, Ustashe, Ustashas e Ustashi são usados para designar o movimento ou seus membros.

## Ideologia

### Raízes ideológicas

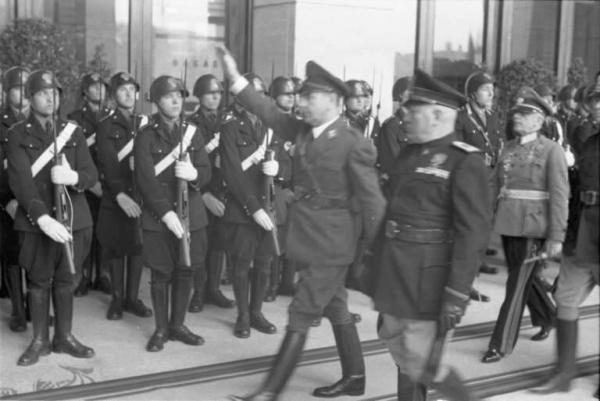
Poglavnik Ante Pavelić e o Duce Benito Mussolini da Itália em 18 de maio de 1941 em Roma. Os Ustaše foram fortemente influenciados pelo fascismo italiano e apoiados politicamente pela Itália Fascista.

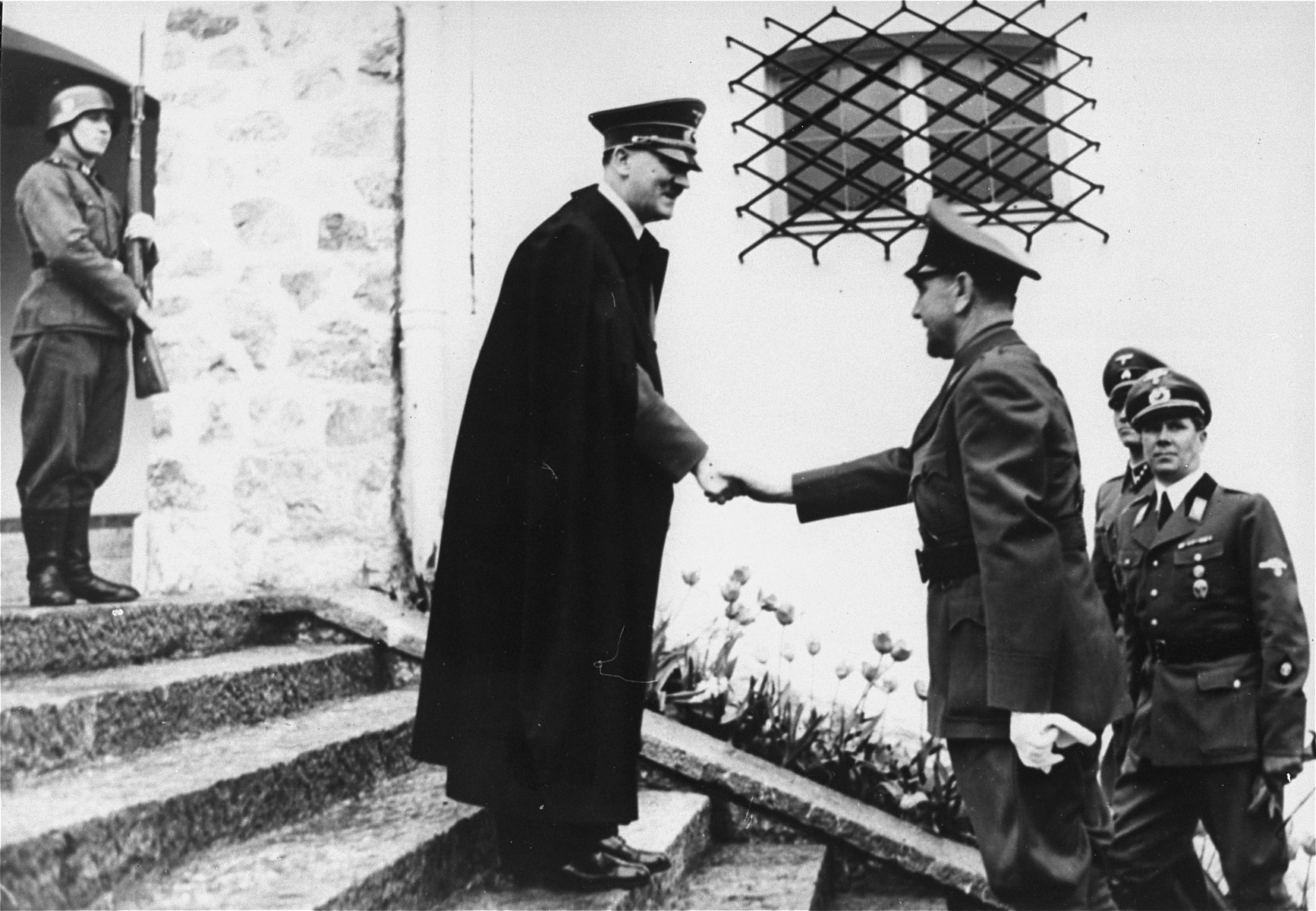
O Führer alemão Adolf Hitler com Pavelić no Berghof nos arredores de Berchtesgaden, Alemanha. Os Ustaše ficaram cada vez mais sob a influência do nazismo após a fundação do NDH em 1941.

Uma das principais influências ideológicas no nacionalismo croata dos Ustaše foi o ativista croata do século XIX Ante Starčević, um defensor da unidade e independência croata, que tinha uma perspectiva ao mesmo tempo anti-Habsburgo e anti-sérvia.
Ele imaginou a criação de uma Grande Croácia que incluiria territórios habitados por bósnios, sérvios e eslovenos, considerando bósnios e sérvios como croatas que haviam sido convertidos ao islamismo e ao cristianismo ortodoxo, e considerou os eslovenos "croatas da montanha". Starčević argumentou que a grande presença sérvia em territórios reivindicados por uma Grande Croácia foi o resultado da colonização recente, incentivada pelos governantes dos Habsburgos, e do influxo de grupos como os valáquios, que adotaram o cristianismo ortodoxo e se identificaram como sérvios. Starčević admirava os bósnios porque, na sua opinião, eram croatas que adoptaram o Islão para preservar a autonomia económica e política da Bósnia e da Croácia sob a ocupação otomana.
Os Ustaše usaram as teorias de Starčević para promover a sua própria anexação da Bósnia e Herzegovina à Croácia e reconheceram a Croácia como tendo dois componentes etnoculturais principais: católicos e muçulmanos. Os Ustaše procuraram representar Starčević como estando ligado aos seus pontos de vista. Josip Frank separou sua fração extrema do Partido dos Direitos de Starčević e formou o seu próprio, o Partido Puro dos Direitos, que se tornou o principal grupo de membros do subsequente movimento Ustaše. O historiador John Paul Newman afirmou que a "oposição inabalável dos oficiais austro-húngaros à Iugoslávia forneceu um modelo para a direita radical croata, a Ustaše".
Os Ustaše promoveram as teorias de Milan Šufflay, que se acredita ter afirmado que a Croácia tinha sido "uma das muralhas mais fortes da civilização ocidental durante muitos séculos", que ele alegou ter sido perdida através da sua união com a Sérvia quando a nação da Iugoslávia foi formado em 1918. Šufflay foi morto em Zagreb em 1931 por apoiadores do governo.
Os Ustaše aceitaram a tese de 1935 de Krunoslav Draganović, um padre católico que afirmava que muitos católicos no sul da Herzegovina tinham sido convertidos ao cristianismo ortodoxo nos séculos XVI e XVII, a fim de justificar a sua própria política de conversão forçada de cristãos ortodoxos ao catolicismo.
Os Ustaše foram fortemente influenciados pelo nazismo e pelo fascismo. Seu líder, Ante Pavelić, ocupava o cargo de Poglavnik, que se baseava nos cargos similares de Duce ocupado por Benito Mussolini e de Führer ocupado por Adolf Hitler. Os Ustaše, tal como os fascistas, promoveram uma economia corporativista. Pavelić e os Ustaše receberam refúgio na Itália por Mussolini depois de serem exilados da Iugoslávia. Pavelić estava em negociações com a Itália Fascista desde 1927, que incluíam a defesa de uma troca de território por soberania, na qual ele toleraria que a Itália anexasse o seu território reivindicado na Dalmácia em troca do apoio da Itália à soberania de uma Croácia independente. A ideologia Ustaše também foi caracterizada como fascismo clerical por vários autores, que enfatizam a importância que o movimento atribuiu ao catolicismo romano.
O apoio de Mussolini aos Ustaše baseou-se em considerações pragmáticas, como a maximização da influência italiana nos Balcãs e no Adriático. Depois de 1937, com o enfraquecimento da influência francesa na Europa após a remilitarização da Renânia pela Alemanha e com a ascensão de um governo quase fascista na Iugoslávia sob Milan Stojadinović, Mussolini abandonou o apoio aos Ustaše de 1937 a 1939 e procurou melhorar as relações com a Iugoslávia., temendo que a hostilidade contínua em relação à Iugoslávia resultasse na entrada da Iugoslávia na esfera de influência da Alemanha.

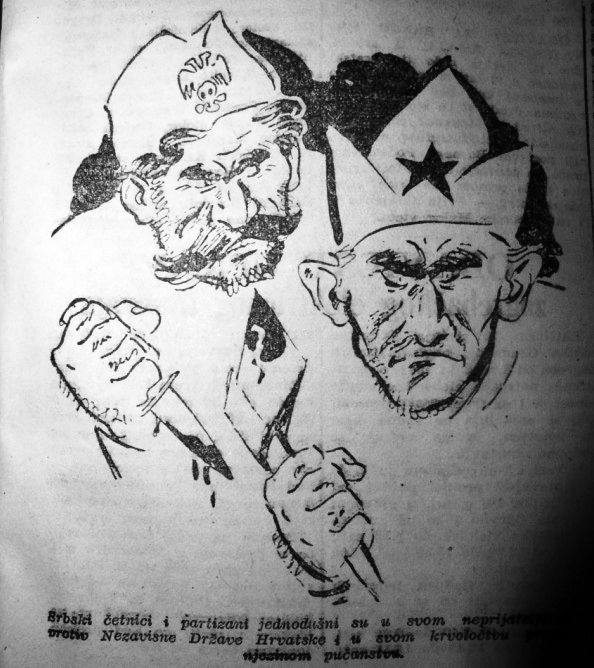
Cartaz anti-Chetnik (antissérvio) e anticomunista dos Ustaše

O colapso do regime quase fascista de Stojadinović resultou na restauração do apoio da Itália aos Ustaše, cujo objetivo era criar uma Croácia independente em união pessoal com a Itália. No entanto, a desconfiança em relação aos Ustaše cresceu. O genro de Mussolini e ministro das Relações Exteriores italiano, conde Galeazzo Ciano, anotou em seu diário que "O Duce está indignado com Pavelić, porque afirma que os croatas são descendentes dos godos. Isso terá o efeito de trazê-los para a órbita alemã".
A Hungria apoiou fortemente o Ustaše por dois objetivos. Uma, a fim de enfraquecer a Iugoslávia, a Pequena Entente, a fim de, em última análise, recuperar alguns dos seus territórios perdidos. A outra, a Hungria, também desejava estabelecer mais tarde, no futuro, uma aliança forte com o Estado Independente da Croácia e possivelmente entrar numa união pessoal.
A Alemanha Nazista inicialmente não apoiou uma Croácia independente, nem apoiou os Ustaše, com Hitler enfatizando a importância de uma "Iugoslávia forte e unida". As autoridades nazistas, incluindo Hermann Göring, queriam a Iugoslávia estável e oficialmente neutra durante a guerra para que a Alemanha pudesse continuar a obter com segurança as exportações de matérias-primas da Iugoslávia. Os nazistas ficaram irritados com os Ustaše, entre eles o Reichsführer-SS Heinrich Himmler, que estava insatisfeito com a falta de cumprimento total por parte do NDH da agenda nazista de extermínio dos judeus, já que os Ustaše permitiam que judeus que se convertessem ao catolicismo fossem reconhecidos. como "croatas honorários", portanto supostamente isentos de perseguição.

### Programa político e principais agendas
Em 1932, um editorial da primeira edição do jornal Ustaše, assinado pelo líder Ustaše Ante Pavelić, proclamou que a violência e o terror seriam os principais meios para os Ustaše atingirem os seus objectivos:
A FACA, REVÓLVER, METRALHADORA e BOMBA-RELOGIO; estes são os ídolos, estes são os sinos que anunciarão o amanhecer e A RESSURREIÇÃO DO ESTADO INDEPENDENTE DA CROÁCIA.
Em 1933, os Ustaše apresentaram “Os Dezessete Princípios” que formaram a ideologia oficial do movimento. Os Princípios afirmavam a singularidade da nação croata, promoviam os direitos coletivos sobre os direitos individuais e declaravam que as pessoas que não fossem croatas de “sangue” seriam excluídas da vida política.
Aqueles considerados “indesejáveis” foram submetidos a assassinatos em massa. Estes princípios exigiam a criação de um novo sistema económico que não seria nem capitalista nem comunista e que enfatizaria a importância da Igreja Católica Romana e da família patriarcal como meio de manter a ordem social e a moralidade. (O nome dado pelos historiadores modernos a este aspecto particular da ideologia Ustaše varia; "catolicismo nacional", "catolicismo político e "croatismo católico" foram propostos, entre outros.) No poder, os Ustaše proibiram a contracepção e leis mais rigorosas contra a blasfêmia.
Os Ustaše aceitaram que os croatas faziam parte da raça dinárica, mas rejeitaram a ideia de que os croatas são principalmente eslavos, alegando que eles vêm principalmente de raízes germânicas com os godos. Os Ustaše acreditavam que um governo deve ser naturalmente forte e autoritário. O movimento se opôs à democracia parlamentar por ser "corrupta" e ao marxismo e ao bolchevismo por interferirem na vida familiar e na economia e pelo seu materialismo. O Ustaše considerou que os partidos políticos concorrentes e os parlamentos eleitos eram prejudiciais aos seus próprios interesses.
Os Ustaše reconheceram tanto o catolicismo romano como o islamismo como religiões nacionais do povo croata, mas inicialmente rejeitaram o cristianismo ortodoxo como sendo incompatível com os seus objetivos.  Embora os Ustaše enfatizassem temas religiosos, enfatizavam que o dever para com a nação tinha precedência sobre os costumes religiosos.
No poder, os Ustaše proibiram o uso do termo "fé ortodoxa sérvia", exigindo "fé greco-oriental" em seu lugar. Os Ustaše converteram à força muitos ortodoxos ao catolicismo, assassinaram e expulsaram 85% dos padres ortodoxos, e saquearam e queimaram muitas igrejas cristãs ortodoxas. Os Ustaše também perseguiram os Velhos Católicos que não reconheciam a infalibilidade papal. Em 2 de julho de 1942, a Igreja Ortodoxa Croata foi fundada, como mais um meio de destruir a Igreja Ortodoxa Sérvia, mas esta nova Igreja ganhou muito poucos seguidores.

### Antissemitismo
Embora o foco inicial fosse contra os sérvios, à medida que os Ustaše se aproximavam dos nazistas, eles adotaram o anti-semitismo. Em 1936, em "A Questão Croata", Ante Pavelić colocou os judeus em terceiro lugar entre "os inimigos dos croatas" (depois dos sérvios e dos maçons, mas antes dos comunistas): escrevendo:
″Hoje, praticamente todas as finanças e quase todo o comércio na Croácia estão em mãos judaicas. Isto só se tornou possível através do apoio do Estado, que procura, por um lado, fortalecer os judeus pró-sérvios e, por outro, enfraquecer a força nacional croata. Os Judeus celebraram o estabelecimento do chamado Estado Jugoslavo com grande alegria, porque uma Croácia nacional nunca lhes poderia ser tão útil como uma Jugoslávia multinacional; pois no caos nacional reside o poder dos Judeus... Na verdade, como os Judeus tinham previsto, a Jugoslávia tornou-se, em consequência da corrupção da vida oficial na Sérvia, um verdadeiro Eldorado dos Judeus."
Uma vez no poder, os Ustaše introduziram imediatamente uma série de leis raciais de estilo nazista. Em 30 de abril de 1941, os Ustaše proclamaram o "Decreto Legal sobre Origens Raciais", o "Decreto Legal sobre a Proteção do Sangue Ariano e a Honra do Povo Croata" e a "Disposição Legal sobre a Cidadania". Estes decretos definiam quem era judeu e retiravam os direitos de cidadania a todos os não-arianos, ou seja, judeus e ciganos. No final de Abril de 1941, meses antes de os nazis implementarem medidas semelhantes na Alemanha e mais de um ano depois de terem sido implementadas na Polónia ocupada, os Ustaše exigiram que todos os judeus usassem insígnias, normalmente uma Estrela de David amarela.  Os Ustaše declararam a "Disposição Legal sobre a Nacionalização da Propriedade de Judeus e Empresas Judaicas", em 10 de outubro de 1941, e com ela confiscaram todas as propriedades judaicas.
Já no primeiro dia, 10-11 de abril de 1941, Ustaše prendeu um grupo de judeus proeminentes de Zagreb e os manteve sob pedido de resgate. Em 13 de abril, o mesmo foi feito em Osijek, onde Ustaše e Volksdeutscher também destruíram a sinagoga e o cemitério judaico. Este processo foi repetido várias vezes em 1941 com grupos de judeus. Simultaneamente, os Ustaše iniciaram uma extensa propaganda anti-semita, com os jornais Ustaše escrevendo que os croatas devem "estar mais alertas do que qualquer outro grupo étnico para proteger a sua pureza racial, ... Precisamos de manter o nosso sangue limpo dos judeus". Eles também escreveram que os judeus são sinônimo de "traição, trapaça, ganância, imoralidade e estranheza" e, portanto, "grandes setores do povo croata sempre desprezaram os judeus e sentiram por eles uma repulsa natural".
Em maio de 1941, os Ustaše prenderam 165 jovens judeus em Zagreb, membros do clube esportivo judaico Makabi, e os enviaram para o campo de concentração de Danica. Todos, exceto três, foram mortos posteriormente pelos Ustaše. Os Ustaše enviaram a maioria dos judeus para os campos de concentração de Ustaše e nazistas - incluindo o notório campo de concentração de Jasenovac, administrado pelos Ustaše - onde quase 32 000, ou 80% dos judeus no Estado Independente da Croácia, foram mortos. Em outubro de 1941, o prefeito Ustaše de Zagreb ordenou a demolição da Sinagoga de Zagreb, que foi completamente demolida em abril de 1942. Os Ustaše perseguiram judeus que praticavam o judaísmo, mas autorizaram os judeus convertidos ao catolicismo a serem reconhecidos como cidadãos croatas e a receberem cidadania ariana honorária que lhes permitiu ser reintegrados nos empregos dos quais haviam sido anteriormente separados. Depois de terem privado os direitos de cidadania dos judeus, os Ustaše permitiram que alguns solicitassem direitos arianos através de subornos e/ou através de ligações a Ustaše proeminentes. Todo o processo foi altamente arbitrário. Apenas 2% dos judeus de Zagreb receberam direitos arianos, por exemplo. Além disso, os direitos dos arianos não garantiam proteção permanente contra o envio para campos de concentração ou outras perseguições.

### Visões sobre os muçulmanos
O Islã, que tinha muitos seguidores na Bósnia e Herzegovina, foi elogiado pelos Ustaše como a religião que "mantém fiel o sangue dos croatas". O Ustaše impôs condições à cidadania croata dos muçulmanos, como afirmar que um muçulmano que apoiasse a Iugoslávia não seria considerado um croata nem um cidadão, mas seria considerado um "sérvio muçulmano" a quem poderia ser negada propriedade e preso e teve que ganhar o status de croata. Os Ustaše viam os bósnios como "croatas muçulmanos" e, como resultado, eles não foram perseguidos com base na raça. Dito isto, os muçulmanos não estavam livres de perseguições e atrocidades por parte dos Ustaše, mesmo que não com base na religião ou etnia. A maioria dos muçulmanos preferia um regresso à autonomia sob o domínio dos Habsburgos. A maioria dos muçulmanos era supostamente neutra ou oposta ao regime Ustaše. Apesar das promessas de Pavelić de igualdade entre católicos e muçulmanos, muitos muçulmanos ficaram insatisfeitos com o domínio croata.

### Outras medidas
Economicamente, os Ustaše apoiaram a criação de uma economia corporativista. O movimento acreditava que existiam direitos naturais à propriedade privada e à propriedade sobre meios de produção de pequena escala, livres do controle estatal. A luta armada, a vingança e o terrorismo foram glorificados pelos Ustaše.

## História

### Antes da Segunda Guerra Mundial
Durante a década de 1920, Ante Pavelić, advogado, político e um dos seguidores do Partido Puro dos Direitos de Josip Frank, tornou-se o principal defensor da independência croata. Em 1927, contatou secretamente Benito Mussolini, ditador da Itália e fundador do fascismo, e apresentou-lhe suas ideias separatistas. Pavelić propôs uma Grande Croácia independente que deveria cobrir toda a área histórica e étnica dos croatas. O historiador Rory Yeomans afirmou que já em 1928 havia sinais de que Pavelić estava considerando a formação de um grupo insurgente nacionalista.
Em outubro de 1928, após o assassinato do importante político croata Stjepan Radić, (presidente do Partido Camponês Croata na Assembleia Iugoslava) pelo político montenegrino radical Puniša Račić, um grupo de jovens chamado Movimento Juvenil Croata foi fundado por Branimir Jelić na Universidade de Zagreb. Um ano depois, Ante Pavelić foi convidado por Jelić, de 21 anos, para entrar na organização como membro júnior. Um movimento relacionado, o Domobranski Pokret – que era o nome do exército croata legal na Áustria-Hungria – iniciou a publicação do Hrvatski Domobran, um jornal dedicado a assuntos nacionais croatas. Os Ustaše enviaram Hrvatski Domobran aos Estados Unidos para angariar o apoio dos croata-americanos. A organização em torno do Domobran tentou se envolver e radicalizar os croatas moderados, usando o assassinato de Radić para despertar emoções dentro do país dividido. Em 1929, formaram-se duas correntes políticas croatas divergentes: aqueles que apoiavam a visão de Pavelić de que apenas a violência poderia garantir os interesses nacionais da Croácia, e o Partido Camponês Croata, liderado então por Vladko Maček, sucessor de Stjepan Radić, que tinha um apoio muito maior entre os croatas. 
Vários membros do Partido Croata dos Direitos contribuíram para a redação do Domobran, até por volta do Natal de 1928, quando o jornal foi proibido pelas autoridades do Reino dos Sérvios, Croatas e Eslovenos . Em Janeiro de 1929, o rei proibiu todos os partidos nacionais, e a ala radical do Partido dos Direitos foi exilada, incluindo Pavelić, Jelić e Gustav Perčec. A este grupo juntaram-se mais tarde vários outros exilados croatas. Em 22 de março de 1929, Zvonimir Pospišil, Mijo Babić, Marko Hranilović e Matija Soldin assassinaram Toni Šlegel, editor-chefe do jornal Novosti de Zagreb e presidente do Jugoštampa, o que foi o início das ações terroristas de Ustaše. Hranilović e Soldin foram presos e executados pelo assassinato. Em 20 de abril de 1929, Pavelić e outros assinaram uma declaração em Sófia, Bulgária, com membros do Comité Nacional da Macedónia, afirmando que prosseguiriam "as suas atividades legais para o estabelecimento dos direitos humanos e nacionais, da liberdade política e da independência completa para ambos. Croácia e Macedónia". O Tribunal para a Preservação do Estado em Belgrado condenou Pavelić e Perčec à morte em 17 de julho de 1929.
Os exilados começaram a organizar apoio à sua causa entre a diáspora croata na Europa, bem como na América do Norte e do Sul. Em janeiro de 1932 eles nomearam a sua organização revolucionária "Ustaša" . Os Ustaše realizaram atos terroristas para causar o máximo de danos possível à Iugoslávia. A partir dos seus campos de treino na Itália e na Hungria fascistas, plantaram bombas-relógio em comboios internacionais com destino à Jugoslávia, causando mortes e danos materiais. Em novembro de 1932, dez Ustaše, liderados por Andrija Artuković e apoiados por quatro simpatizantes locais, atacaram um posto avançado da polícia em Brušani, na área de Lika / Velebit, numa aparente tentativa de intimidar as autoridades iugoslavas. O incidente às vezes foi denominado "revolta de Velebit".

#### Assassinato do Rei Alexandre I
O ato terrorista mais infame dos Ustaše foi realizado em 9 de outubro de 1934, quando, trabalhando com a Organização Revolucionária Interna da Macedônia (IMRO), eles assassinaram o rei Alexandre I da Iugoslávia em Marselha, França. O perpetrador, um revolucionário búlgaro, Vlado Chernozemski, foi morto pela polícia francesa. Três membros Ustaše que esperavam pelo rei em diferentes locais - Mijo Kralj, Zvonimir Pospišil e Milan Rajić - foram capturados e condenados à prisão perpétua por um tribunal francês. Após a invasão alemã da França, os homens foram libertados da prisão.
Ante Pavelić, juntamente com Eugen Kvaternik e Ivan Perčević, foram posteriormente condenados à morte à revelia por um tribunal francês, como verdadeiros organizadores do feito. Os Ustaše acreditavam que o assassinato do rei Alexandre havia efetivamente "quebrado a espinha dorsal da Iugoslávia" e que foi sua "conquista mais importante".
Logo após o assassinato, todas as organizações relacionadas com os Ustaše, bem como com o Hrvatski Domobran, que continuou como organização civil, foram banidas em toda a Europa. Sob pressão da França, a polícia italiana prendeu Pavelić e vários emigrantes Ustaše em outubro de 1934. Pavelić foi preso em Turim e libertado em março de 1936. Depois de se encontrar com Eugen Dido Kvaternik, ele afirmou que o assassinato era "a única língua que os sérvios entendem". Enquanto estava na prisão, Pavelić foi informado das eleições de 1935 na Iugoslávia, quando venceu a coalizão liderada pelo croata Vladko Maček. Ele afirmou que a sua vitória foi auxiliada pela atividade de Ustaše. Em meados da década de 1930, graffiti com as iniciais ŽAP que significa "Viva Ante Pavelić" (em croata:  Živio Ante Pavelić) começou a aparecer nas ruas de Zagreb. Durante a década de 1930, desenvolveu-se uma divisão entre os membros "nativos" Ustaše que ficaram para trás na Croácia e na Bósnia para lutar contra a Iugoslávia e os "emigrados" Ustaše que foram para o exterior. Os Ustaše "emigrados" que tinham um nível educacional muito mais baixo eram vistos como violentos, ignorantes e fanáticos pelos Ustaše "nacionais", enquanto os Ustaše "nacionais" eram rejeitados como "brandos" pelos "emigrados" que se viam como "guerreiros de elite".
Depois de março de 1937, quando a Itália e a Iugoslávia assinaram um pacto de amizade, Ustaše e suas atividades foram proibidas, o que atraiu a atenção de jovens croatas, especialmente estudantes universitários, que se tornariam simpatizantes ou membros. Em 1936, o governo iugoslavo ofereceu anistia aos Ustaše no exterior, desde que prometessem renunciar à violência; muitos dos "emigrados" aceitaram a anistia. No final da década de 1930, os Ustaše começaram a infiltrar-se nas organizações paramilitares do Partido Camponês Croata, da Força de Defesa Croata e do Partido Civil Camponês.  Na Universidade de Zagreb, um grupo de estudantes ligado a Ustaše tornou-se o maior grupo de estudantes em 1939. Em fevereiro de 1939, dois repatriados da detenção, Mile Budak e Ivan Oršanić, tornaram-se editores do jornal pró-Ustaše Hrvatski narod, conhecido em inglês como The Croatian Nation.

### Segunda Guerra Mundial
As potências do Eixo invadiram a Iugoslávia em 6 de abril de 1941. Vladko Maček, o líder do Partido Camponês Croata (HSS), que era o partido mais influente na Croácia na época, rejeitou as ofertas alemãs para liderar o novo governo. Em 10 de abril, o Ustaše mais graduado, Slavko Kvaternik, assumiu o controle da polícia em Zagreb e, em uma transmissão de rádio naquele dia, proclamou a formação do Estado Independente da Croácia (Nezavisna Država Hrvatska, NDH). O nome do estado foi uma tentativa de capitalizar a luta croata pela independência. Maček emitiu uma declaração naquele dia, apelando a todos os croatas que cooperassem com as novas autoridades.

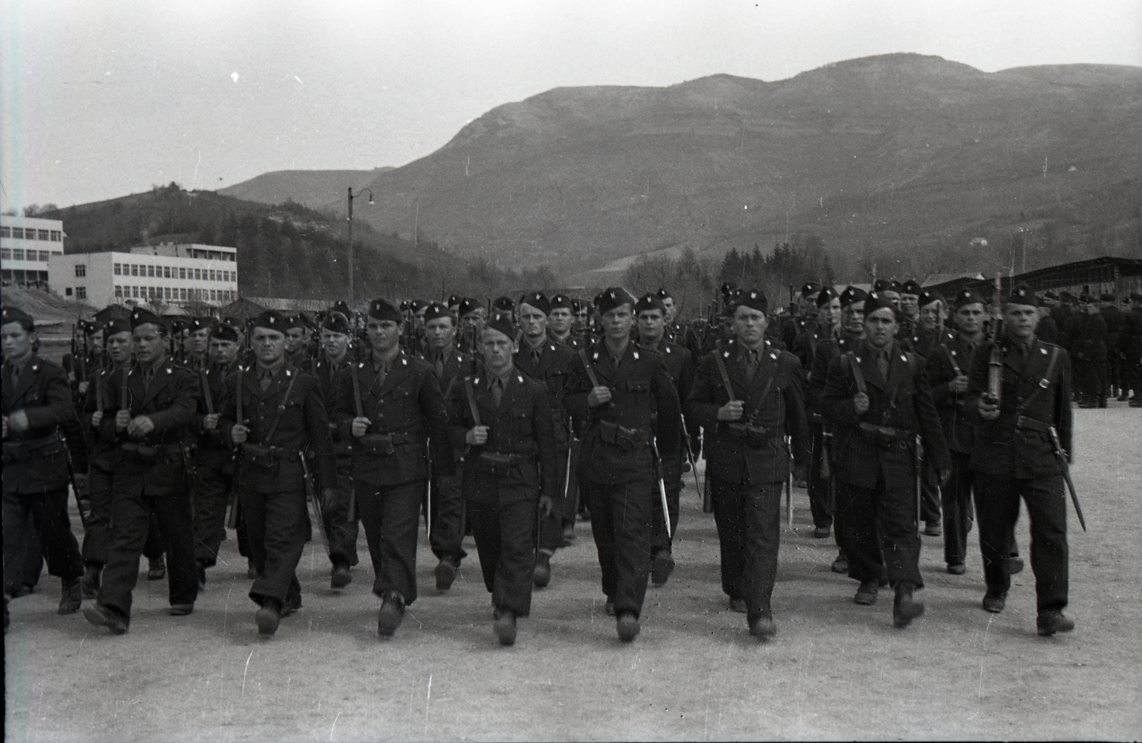
Uma unidade da Ustaše em Sarajevo

Enquanto isso, Pavelić e várias centenas de Ustaše deixaram seus campos na Itália e foram para Zagreb, onde declarou um novo governo em 16 de abril de 1941. Ele concedeu a si mesmo o título de "Poglavnik" - uma aproximação croata de "Führer". O Estado Independente da Croácia foi declarado no "território étnico e histórico" croata, o que é hoje A República da Croácia (sem a Ístria), a Bósnia e Herzegovina, a Síria e a Baía de Kotor. No entanto, poucos dias após a declaração de independência, os Ustaše foram forçados  a assinar o Tratado de Roma onde renderam parte da Dalmácia e Krk, Rab, Korčula, Biograd, Šibenik, Split, Čiovo, Šolta, Mljet e parte de Konavle e da Baía de Kotor para a Itália. O controlo de facto sobre este território variou durante a maior parte da guerra, à medida que os Partisans iugoslavos se tornaram mais bem sucedidos, enquanto os Alemães e Italianos exerciam cada vez mais controlo directo sobre áreas de interesse. Os alemães e italianos dividiram o NDH em duas zonas de influência, uma no sudoeste controlada pelos italianos e outra no nordeste controlada pelos alemães. Como resultado, o NDH foi descrito como "um quase protetorado ítalo-alemão". Em setembro de 1943, após a capitulação italiana, o NDH anexou todo o território que foi anexado pela Itália de acordo com o Tratado de Roma.
O declínio do apoio ao regime Ustaše entre os croatas étnicos daqueles inicialmente para o governo começou com a cessão da Dalmácia à Itália, considerada o coração do estado e piorou com a ilegalidade interna das perseguições Ustaše.

#### Milícia Ustaše

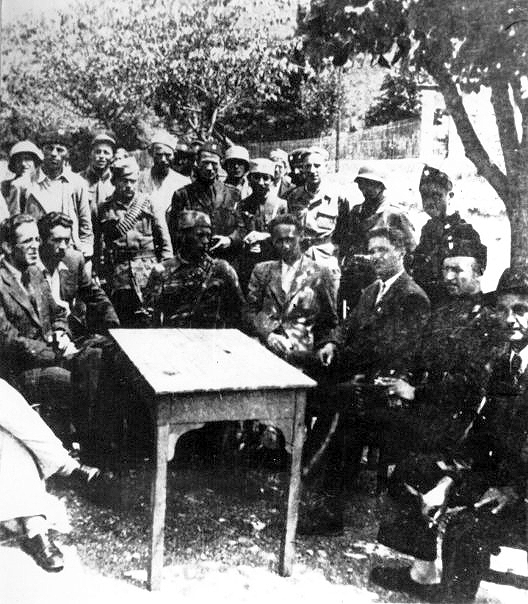
Reunião na Bósnia entre representantes dos Chetniks e oficiais do Estado Independente da Croácia (incluindo a Milícia Ustaše e a Guarda Nacional Croata)

O Exército do Estado Independente da Croácia era composto por alistados que não participavam das atividades Ustaše. A Milícia Ustaše foi organizada em 1941 em cinco (mais tarde 15) batalhões de 700 homens, dois batalhões de segurança ferroviária e a elite da Legião Negra e do Batalhão de Guarda-Costas Poglavnik (mais tarde Brigada). Eles foram recrutados predominantemente entre a população sem instrução e a classe trabalhadora.
Em 27 de abril de 1941, uma unidade recém-formada do exército Ustaše matou membros da comunidade majoritariamente sérvia de Gudovac, perto de Bjelovar. Eventualmente, todos os que se opuseram e/ou ameaçaram os Ustaše foram proibidos. O HSS foi banido em 11 de junho de 1941, numa tentativa dos Ustaše de tomar o seu lugar como principal representante do campesinato croata. Vladko Maček foi enviado para o campo de concentração de Jasenovac, mas posteriormente libertado para cumprir pena de prisão domiciliar devido à sua popularidade entre o povo. Mais tarde, Maček foi novamente convocado por estrangeiros para tomar posição e se opor ao governo Pavelić, mas recusou. No início de 1941, judeus e sérvios receberam ordens de deixar certas áreas de Zagreb.

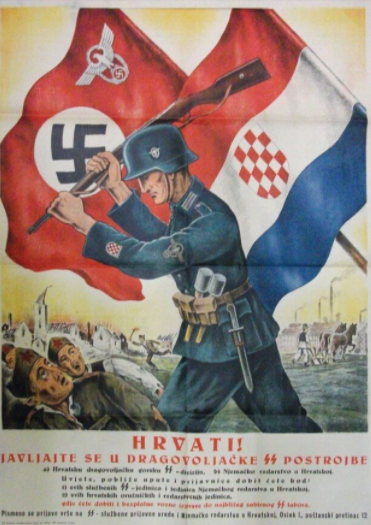
Cartaz de recrutamento da SS nazista usado no NDH

Nos meses após a criação do Estado Independente da Croácia, a maioria dos grupos Ustaše não estavam sob controle centralizado: além de 4 500 soldados regulares do Corpo Ustaše, havia cerca de 25 000 a 30 0000 "Ustaše Selvagem" ("divlje ustaše"), impulsionado pela imprensa controlada pelo governo como "camponês Ustaše" "implorando" para ser enviado para lutar contra os inimigos do regime. Após crimes em massa contra a população sérvia cometidos durante os meses de verão de 1941, o regime decidiu atribuir todas as atrocidades ao irregular Ustaše – completamente indisciplinado e pago pelo serviço apenas com o saque; as autoridades chegaram a condenar à morte e executar publicamente em agosto e setembro de 1941, muitos deles por uso não autorizado de violência extrema contra sérvios e ciganos. Para pôr fim aos saques e assassinatos descontrolados de Wild Ustaše, o governo central usou cerca de 6 000 gendarmes e cerca de 45 000 membros recém-recrutados das forças regulares "Domobranstvo".

Pavelić encontrou-se pela primeira vez com Adolf Hitler em 6 de junho de 1941. Mile Budak, então ministro do governo de Pavelić, proclamou publicamente a violenta política racial do estado em 22 de julho de 1941. Vjekoslav "Maks" Luburić, chefe da polícia secreta, começou a construir campos de concentração no verão do mesmo ano. As atividades Ustaše nas aldeias dos Alpes Dináricos levaram os italianos e os alemães a expressarem a sua inquietação. De acordo com o escritor/historiador Srđa Trifković, já em 10 de julho de 1941, o general da Wehrmacht Edmund Glaise von Horstenau relatou o seguinte ao Alto Comando Alemão, o Oberkommando der Wehrmacht (OKW):
As nossas tropas têm de ser testemunhas mudas de tais acontecimentos; isso não reflete bem sua reputação elevada. .. Dizem-me frequentemente que as tropas de ocupação alemãs teriam finalmente de intervir contra os crimes de Ustaše. Isso pode acontecer eventualmente. Neste momento, com as forças disponíveis, não poderia pedir tal acção. A intervenção ad hoc em casos individuais poderia fazer com que o Exército Alemão parecesse responsável por inúmeros crimes que não conseguiu prevenir no passado.
O historiador Jonathan Steinberg descreve os crimes de Ustaše contra civis sérvios e judeus: "Homens, mulheres e crianças sérvios e judeus foram literalmente hackeados até a morte". Refletindo sobre as fotos dos crimes de Ustaše tiradas pelos italianos, Steinberg escreve: “Há fotografias de mulheres sérvias com seios decepados por canivetes, homens com olhos arrancados, emasculados e mutilados”. Um relatório da Gestapo ao Reichsführer-SS Heinrich Himmler, datado de 17 de fevereiro de 1942, afirmava:
O aumento da actividade dos bandos [de rebeldes] deve-se principalmente às atrocidades cometidas pelas unidades Ustaše na Croácia contra a população ortodoxa. Os Ustaše cometeram os seus actos de forma bestial, não só contra homens em idade de recrutamento, mas especialmente contra idosos, mulheres e crianças indefesos. O número de ortodoxos que os Ustaše massacraram e torturaram sadicamente até a morte é de cerca de trezentos mil.
Em setembro de 1942, uma Brigada Defensiva Ustaše foi formada e, durante 1943, os batalhões Ustaše foram reorganizados em oito brigadas de quatro batalhões (1º a 8º). Em 1943, os alemães sofreram grandes perdas na Frente Oriental e os italianos assinaram um armistício com os Aliados, deixando para trás esconderijos significativos de armas que os Partisans utilizariam.

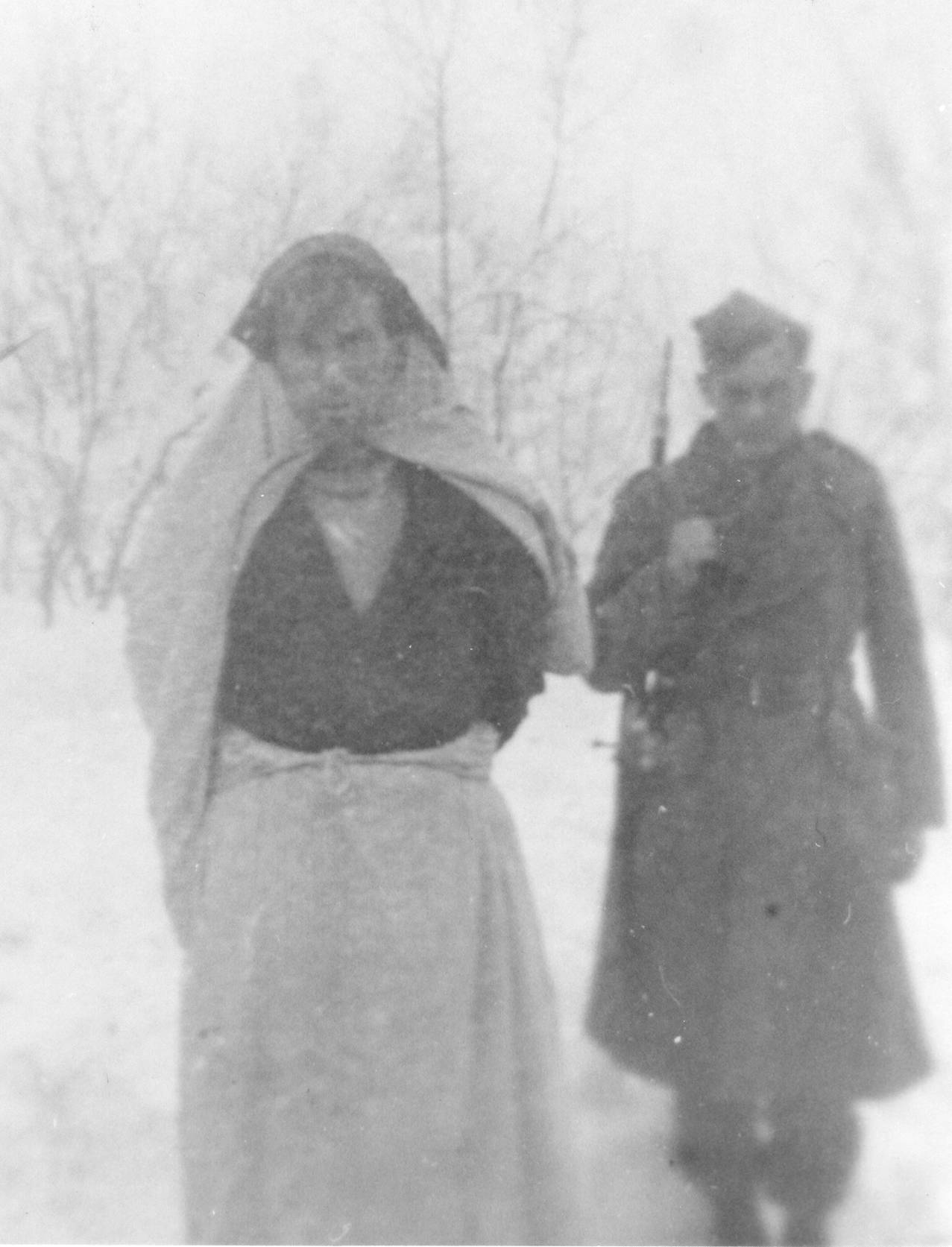
Um Ustaše disfarçado de mulher, capturada por partisans da 6ª Brigada Krajina

Em 1944, Pavelić dependia quase totalmente das unidades Ustaše, agora com 100 000 homens, formadas nas Brigadas 1 a 20, Brigadas de Treinamento de Recrutamento 21 a 24, três divisões, duas brigadas ferroviárias, uma brigada defensiva e a nova Brigada Móvel. Em novembro de 1944, o exército foi efetivamente colocado sob controle Ustaše quando as Forças Armadas do Estado Independente da Croácia foram combinadas com as unidades do Ustaše para formar 18 divisões, compreendendo 13 divisões de infantaria, duas divisões de montanha e duas divisões de assalto e uma divisão de substituição, cada uma. com artilharia orgânica própria e outras unidades de apoio. Havia várias unidades blindadas.
Os combates continuaram por um curto período após a rendição formal do Grupo de Exércitos E Alemão em 9 de maio de 1945, quando Pavelić ordenou que as forças do NDH tentassem escapar para a Áustria, juntamente com um grande número de civis. A Batalha de Poljana, entre uma coluna mista alemã e ustaše e uma força partidária, foi a última batalha da Segunda Guerra Mundial em solo europeu. A maioria dos que fugiram, incluindo Ustaše e civis, foram entregues aos guerrilheiros em Bleiburg e em outros lugares na fronteira austríaca. Pavelić escondeu-se na Áustria e em Roma, com a ajuda do clero católico, fugindo posteriormente para a Argentina. 

### Pós-guerra
Após a Segunda Guerra Mundial, muitos dos Ustaše passaram à clandestinidade ou fugiram para países como Canadá, Austrália, Alemanha e alguns países da América do Sul, nomeadamente Argentina, com a ajuda de igrejas católicas romanas e dos seus próprios apoiantes de base.
Durante vários anos alguns Ustaše tentaram organizar um grupo de resistência chamado Cruzados, mas os seus esforços foram em grande parte frustrados pelas autoridades iugoslavas. Com a derrota do Estado Independente da Croácia, o movimento activo ficou adormecido. As lutas internas fragmentaram os Ustaše sobreviventes. Pavelić formou o Movimento de Libertação Croata, que atraiu vários dos antigos líderes do estado. Vjekoslav Vrančić fundou um Movimento de Libertação Croata reformado e foi o seu líder. Maks Luburić formou a Resistência Nacional Croata. Branimir Jelić fundou o Comitê Nacional Croata. O ex-policial móvel Crusader e Ustaša, Srecko Rover, ajudou a estabelecer grupos Ustaše na Austrália. 
Blagoje Jovović, um montenegrino, atirou em Pavelić perto de Buenos Aires em 9 de abril de 1957; Pavelić morreu mais tarde devido aos ferimentos.

## Perseguição étnica e religiosa

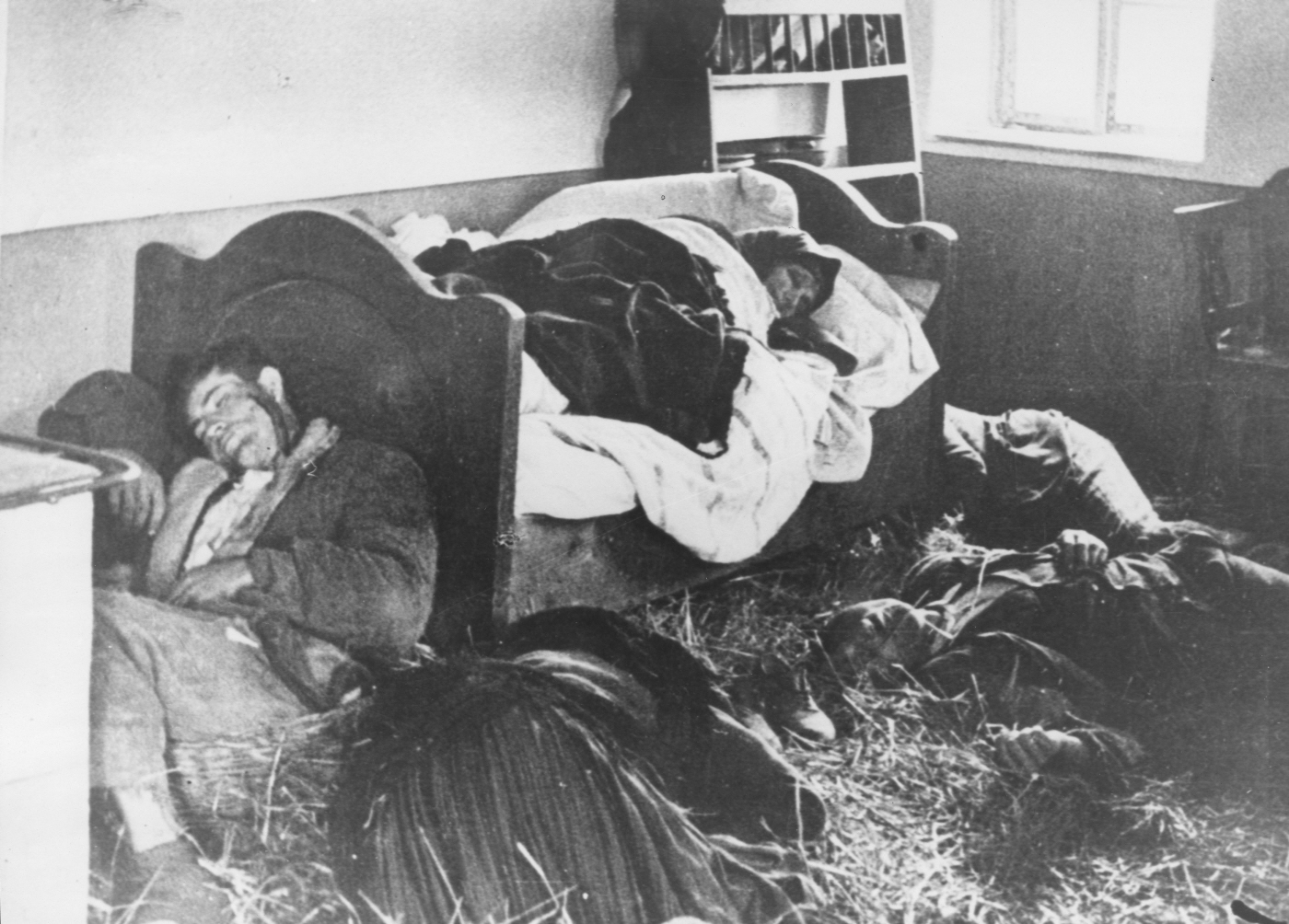
Uma família sérvia inteira é massacrada em sua casa após um ataque da Milícia Ustaše, 1941

Os Ustaše pretendiam criar uma Croácia etnicamente "pura" e viam os sérvios que viviam na Croácia e na Bósnia e Herzegovina como o maior obstáculo a este objetivo. Ministros Ustaše Mile Budak, Mirko Puk e Milovan Žanić declararam em maio de 1941 que o objetivo da nova política Ustaše era uma Croácia etnicamente pura. A estratégia para atingir seu objetivo foi:
1. Um terço dos sérvios seriam mortos
2. Um terço dos sérvios seria expulso
3. Um terço dos sérvios seriam convertidos à força ao catolicismo

O governo do NDH cooperou com a Alemanha Nazista no Holocausto e exerceu a sua própria versão do genocídio contra sérvios, judeus e ciganos dentro das suas fronteiras. A política de Estado em relação aos sérvios foi declarada pela primeira vez nas palavras de Milovan Žanić, ministro do Conselho Legislativo do NDH, em 2 de maio de 1941:
Este país só pode ser um país croata, e não há nenhum método que hesitaríamos em utilizar para torná-lo verdadeiramente croata e purificá-lo dos sérvios, que durante séculos nos puseram em perigo e que nos colocarão novamente em perigo se lhes for dada a oportunidade.
Os Ustaše promulgaram leis raciais inspiradas nas do Terceiro Reich, que perseguiam judeus, ciganos e sérvios, que foram coletivamente declarados inimigos do povo croata.  Sérvios, judeus, ciganos e dissidentes croatas e bósnios, incluindo comunistas, foram internados em campos de concentração, o maior dos quais era Jasenovac. No final da guerra, os Ustaše, sob a liderança de Pavelić, mataram cerca de 30 000 judeus e 26 000-29 000 ciganos, enquanto o número de vítimas sérvias varia de 200 000 a 500 000 com historiadores em geral listando entre 300 000 e 350 000 mortes. Os livros de história da República Socialista Federativa da Iugoslávia citavam 700 000 como o número total de vítimas em Jasenovac. Isto foi promulgado a partir de um cálculo de 1946 da perda demográfica da população (a diferença entre o número real de pessoas após a guerra e o número que teria existido se a tendência de crescimento pré-guerra tivesse continuado). Depois disso, foi usado por Edvard Kardelj e Moša Pijade na reivindicação de reparações de guerra iugoslava enviada à Alemanha. Na sua entrada sobre Jasenovac, o Museu Memorial do Holocausto dos Estados Unidos diz:
Determinar o número de vítimas é altamente problemático, devido à destruição de muitos documentos relevantes, à inacessibilidade a longo prazo aos estudiosos independentes dos documentos que sobreviveram, e às agendas ideológicas dos estudos partidários e do jornalismo do pós-guerra, que foram e continuam a ser influenciados por tensão étnica, preconceito religioso e conflito ideológico. Os Ustaše assassinaram entre 320 000 e 340 000 residentes de etnia sérvia da Croácia e da Bósnia durante o período do governo Ustaša; mais de 30 000 judeus croatas foram mortos na Croácia ou em Auschwitz-Birkenau.
O USHMM observa que as estimativas sobre o número de vítimas sérvias, as principais vítimas dos Ustaše, variam tremendamente e que "os números mais confiáveis situam o número entre 330 000 e 390 000, com 45 000 a 52 000 sérvios assassinados em Jasenovac".

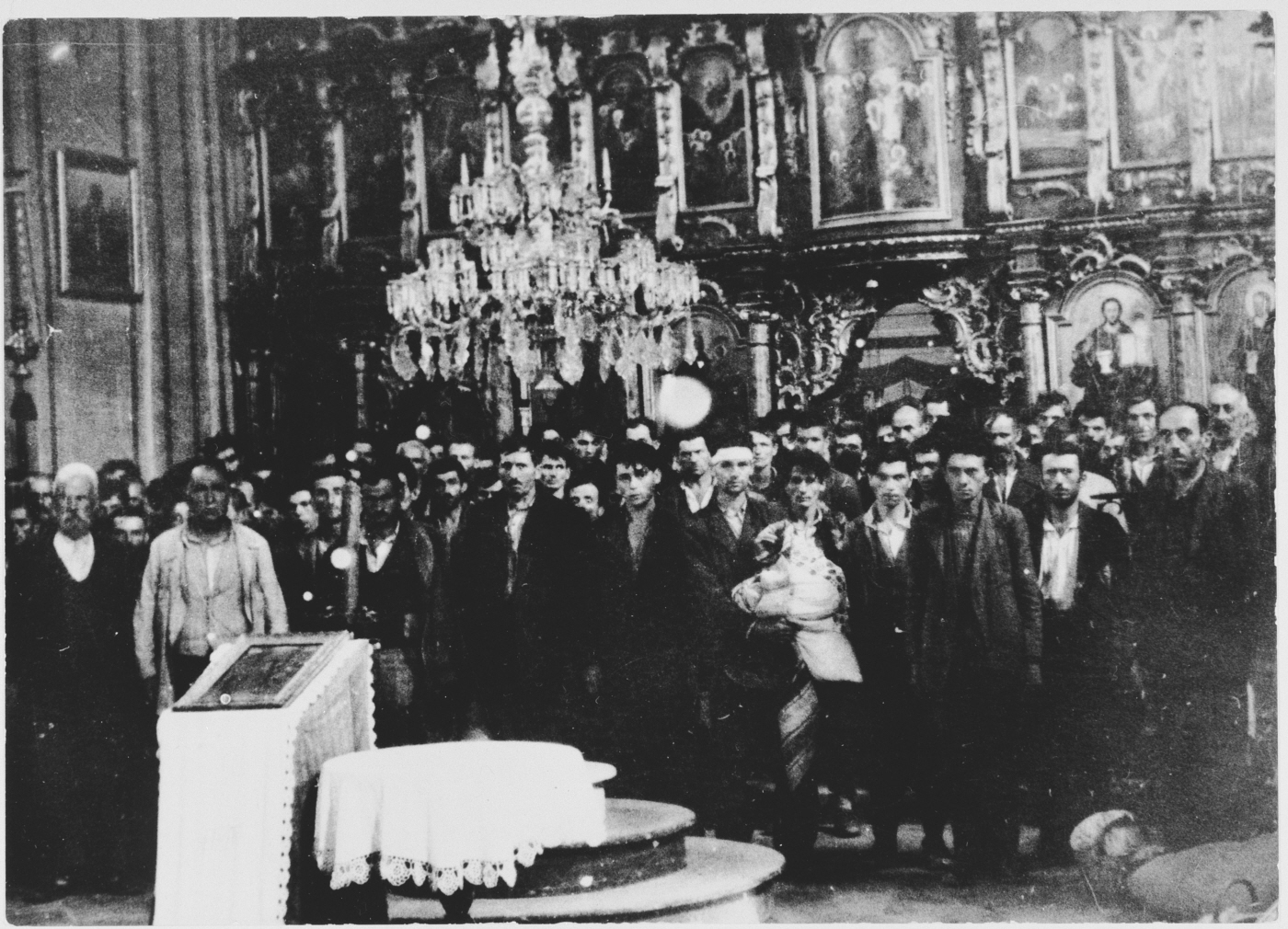
Civis sérvios forçados a se converter ao catolicismo pelos Ustaše em Glina

A Área Memorial de Jasenovac mantém uma lista de 83.145 nomes de vítimas de Jasenovac que foi recolhida por funcionários do governo em Belgrado em 1964, bem como nomes e dados biográficos das vítimas identificadas em inquéritos recentes. Como o processo de recolha foi imperfeito, estimaram que a lista representava entre 60%–75% do total de vítimas, colocando o número de mortos naquele complexo entre cerca de 80 000–100 000. O anterior chefe da Área Memorial, Simo Brdar, estimou pelo menos 365 000 mortos em Jasenovac. As análises dos estatísticos Vladimir Žerjavić e Bogoljub Kočović foram semelhantes às da Área Memorial. Em toda a Iugoslávia, o número estimado de mortes de sérvios foi de 487 mil, segundo Kočović, e 530 mil, segundo Žerjavić, de um total de 1,014 milhão ou 1,027 milhão de mortes (respectivamente). Žerjavić afirmou ainda que houve 197 000 civis sérvios mortos em NDH (78 000 como prisioneiros em Jasenovac e outros lugares), bem como 125 000 combatentes sérvios.
O Museu do Holocausto de Belgrado compilou uma lista de mais de 77 000 nomes de vítimas de Jasenovac. Anteriormente era chefiado por Milan Bulajić, que apoiou a reivindicação de um total de 700 000 vítimas. A atual administração do museu ampliou ainda mais a lista para incluir pouco mais de 80 000 nomes. Durante a Segunda Guerra Mundial, vários comandantes militares alemães e autoridades civis forneceram números diferentes para o número de sérvios, judeus e outros mortos dentro do território do Estado Independente da Croácia. O historiador Prof. Jozo Tomasevich postulou que alguns desses números podem ter sido um "exagero deliberado" promovido para criar ainda mais hostilidade entre sérvios e croatas, para que eles não se unissem na resistência ao Eixo. Estes números incluíam 400 000 sérvios (Alexander Löhr); 500.000 sérvios (Lohar Rendulic); 250 000 até março de 1943 (Edmund Glaise von Horstenau); mais de "3/4 de milhão de sérvios" (Hermann Neubacher) em 1943; 600 000–700 000 em campos de concentração até março de 1944 (Ernst Fick); 700 000 (Massenbach). 

### Campos de concentração

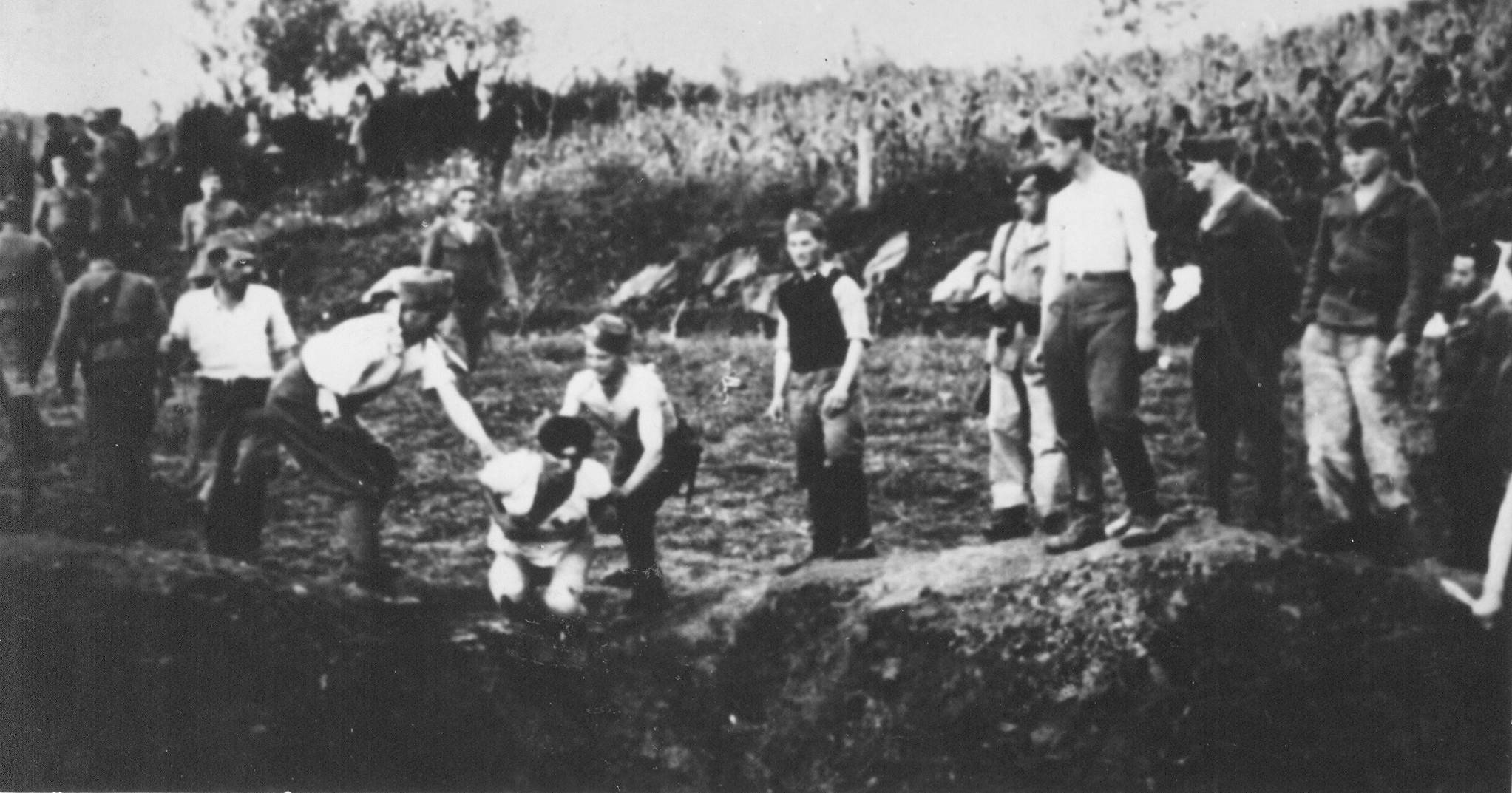
Milícia Ustaše executa prisioneiros perto do campo de concentração de Jasenovac

O primeiro grupo de campos foi formado na primavera de 1941. Estes incluíam:
- Danica perto de Koprivnica
- Slana e Metajna na Ilha de Pag
- Jadovno perto de Gospić
- Kruščica perto de Vitez e Travnik na Bósnia
- Đakovo
- Loborgrado em Zagorje
- Tenja perto de Osijek

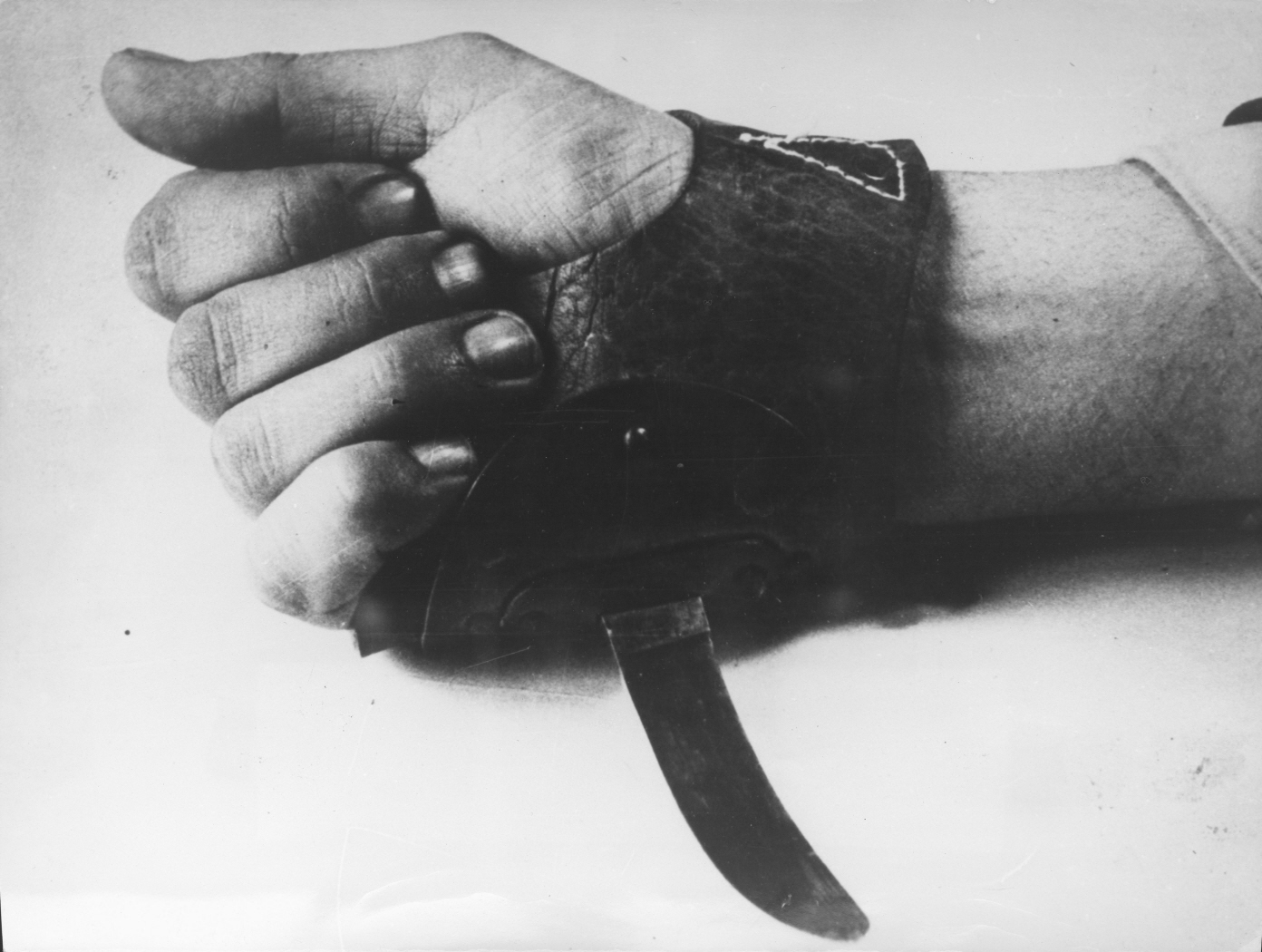
Uma faca, apelidada de "Srbosjek" ou "Serbcutter", amarrada à mão, que foi usada pela milícia Ustaše para o assassinato rápido de presidiários em Jasenovac

Esses campos foram fechados em outubro de 1942. O complexo Jasenovac foi construído entre agosto de 1941 e fevereiro de 1942. Os dois primeiros campos, Krapje e Bročica, foram fechados em novembro de 1941. Os três campos mais novos continuaram a funcionar até o final da guerra:
- Ciglana (Jasenovac III)
- Kozara (Jasenovac IV)
- Stara Gradiška (Jasenovac V) – campo de concentração para mulheres e crianças

Havia também outros campos em:
- Campo de concentração de Sisak
- Campo de concentração infantil de Jastrebarsko
- Gospić
- Prisão de Kerestinec perto de Zagreb
- Lepoglava perto de Varaždin

### Massacres de civis sérvios
Além dos assassinatos em massa nos campos de concentração, os Ustaše perpetraram muitos massacres de civis no campo. O primeiro assassinato em massa de sérvios ocorreu em 30 de abril de 1941, quando os Ustaše cercaram e mataram 196 aldeões sérvios em Gudovac. Muitos outros massacres logo se seguiram, inclusive em Blagaj, Glina, Korita, Nevesinje, Prebilovci, Metkovic, Otočac, Vočin, Šargovac, etc. Aqui está como o bispo católico croata de Mostar, Alojzije Mišić, descreveu os assassinatos em massa de civis sérvios apenas em uma pequena área da Herzegovina, apenas durante os primeiros 6 meses da guerra: 
Pessoas foram capturadas como feras. Abatidos, mortos, jogados vivos no abismo. Mulheres, mães com filhos, mulheres jovens, meninas e meninos foram jogados em fossas. O vice-prefeito de Mostar, Sr. Baljić, um muçulmano, afirma publicamente, embora como funcionário devesse ficar calado e não falar, que só em Ljubinje 700 cismáticos [ou seja, Cristãos Ortodoxos Sérvios] foram jogados em uma cova. Seis carruagens cheias de mulheres, mães e meninas, crianças com menos de 10 anos, foram transportadas de Mostar e Čapljina para a estação de Šurmanci, onde foram descarregadas e levadas para as colinas, com as mães vivas e os seus filhos atirados das falésias. Todos foram jogados e mortos. Na freguesia de Klepci, das aldeias vizinhas, foram mortos 3.700 cismáticos. Pobres almas, eles estavam calmos. Não vou enumerar mais. Eu iria longe demais. Na cidade de Mostar, centenas de pessoas foram amarradas, levadas para fora da cidade e mortas como animais.

#### Relatos alemães dos massacres de Ustaše
Oficiais alemães na Croácia e na Bósnia expressaram repetidamente aversão aos assassinatos em massa de sérvios em Ustaše, usando palavras como "massacre", "atrocidades", "carnificina" e "terror", enquanto citavam centenas de milhares de vítimas. Assim, o major Walter Kleinenberger, oficial da 714ª divisão, queixou-se de que a brutalidade Ustaše "desafiava todas as leis da civilização. Os Ustaše assassinam sem exceção homens, mulheres e crianças". O capitão alemão Konopatzki chamou o massacre de civis sérvios pela Legião Negra Ustaše no leste da Bósnia de "uma nova onda de carnificina de inocentes". A "carnificina por atacado" Ustaše (Abschlachtung) de sérvios em Srem, na Sérvia ocupada pelo ISC, desencadeou preocupações alemãs com os levantes sérvios. O tenente-coronel von Wedel escreveu que no oeste da Bósnia Ustaše matou mulheres e crianças "como gado" em uma série de "execuções bestiais". Foi assim que o Plenipotenciário de Hitler na Croácia, General von Horstanau, descreveu as consequências do massacre cometido pelos guardas do campo de concentração de Jasenovac numa aldeia próxima: 
Em Crkveni Bok, um local infeliz, sobre o qual cerca de quinhentos bandidos entre os 15 e os 20 anos de idade desceram sob a liderança de um tenente-coronel Ustasha, pessoas foram mortas por todo o lado, mulheres foram violadas e depois torturadas até à morte, crianças foram mortas. Vi no rio Sava o cadáver de uma jovem com os olhos arrancados e uma estaca cravada nas suas partes sexuais. Esta mulher tinha no máximo vinte anos quando caiu nas mãos desses monstros. Por toda parte, porcos devoravam seres humanos insepultos. Residentes “afortunados” foram transportados em vagões de carga aterrorizantes; muitos desses "passageiros" involuntários cortaram suas veias durante o transporte para o campo [Jasenovac]".
Os militares alemães até tomaram a medida extraordinária de julgar o capelão Ustaše, Miroslav Filipović, pelo massacre de 2 300 civis em 3 aldeias ao redor de Banja Luka em fevereiro de 1942, incluindo 52 crianças numa escola. Em 3 de março de 1943, o General von Horstanau escreveu: "Até agora, 250 000 sérvios foram mortos". O general Lothar Rendulić escreveu como em agosto de 1942 ele comentou com um oficial Ustaše que não conseguia conceber como 500 000 sérvios haviam sido mortos, ao que o Ustaše respondeu: "Meio milhão é uma acusação caluniosa, o número não é superior a 200 000". Outras fontes alemãs estimam o número total de vítimas sérvias no ISC entre 600 000 e 700 000.

### Perseguição religiosa
Como parte da sua política para eliminar totalmente os sérvios, matando um terço, convertendo um terço e expulsando um terço, os Ustaše conduziram conversões forçadas de cristãos ortodoxos sérvios ao catolicismo, com a participação de padres católicos.  Ocasionalmente, eles usaram a perspectiva da conversão como um meio de reunir os sérvios para que pudessem matá-los, o que ocorreu em Glina. Em 18 de maio de 1943, o Arcebispo Stepinac escreveu uma carta ao papa, na qual estimou 240 000 conversões até o momento. Os Ustaše mataram 157 padres ortodoxos, entre eles 3 bispos ortodoxos sérvios (cortando a garganta do bispo de Banja Luka e matando o arcebispo de Sarajevo), enquanto prendiam e torturavam o arcebispo ortodoxo de Zagreb. Os Ustaše expulsaram para a Sérvia 327 padres ortodoxos e um bispo, enquanto outros 2 bispos e 12 padres partiram por conta própria. 
De acordo com as leis do NDH, apenas os sérvios sem instrução eram elegíveis para a conversão ao catolicismo; pessoas instruídas (comerciantes, intelectuais e especialmente o clero ortodoxo) deveriam ser exterminadas ou expulsas. 
Assim, 85% dos padres ortodoxos no Estado Independente da Croácia foram mortos ou expulsos pelos Ustaše, a fim de "deixar a população ortodoxa sem liderança espiritual para que a política dos Ustašas de conversões forçadas ou induzidas pelo medo ao catolicismo fosse mais fácil". para realizar". Os Ustaše destruíram e profanaram numerosas Igrejas Ortodoxas, proibiram a escrita cirílica e o calendário juliano (ambos usados na Igreja Ortodoxa), e até proibiram o termo "Igreja Ortodoxa Sérvia". As escolas ortodoxas foram fechadas, e a Igreja foi proibida de cobrar contribuições dos crentes, roubando-lhe rendimentos. As propriedades da Igreja Ortodoxa foram confiscadas pelos Ustaše, algumas entregues à Igreja Católica Croata. Finalmente, para destruir a Igreja Ortodoxa Sérvia, os Ustaše tentaram criar a sua própria Igreja Ortodoxa Croata alternativa com um padre russo importado, mas não conseguiram ganhar adeptos.
Apesar destas muitas ações dos Ustaše para destruir a Igreja Ortodoxa Sérvia, o historiador Jozo Tomasevich não encontrou condenações destes crimes, públicos ou privados, por parte do Arcebispo Católico Stepinac ou de quaisquer outros membros da Igreja Católica Croata. Pelo contrário, ele afirma que este ataque massivo Ustaše à Igreja Ortodoxa Sérvia "foi aprovado e apoiado por muitos padres católicos croatas", e que a hierarquia da Igreja Católica Romana Croata e o Vaticano "consideraram as políticas Ustaše contra os sérvios e Igreja Ortodoxa Sérvia como vantajosa para o Catolicismo Romano”.

## Conexões com a Igreja Católica
O historiador Mark Biondich observa que a Igreja Católica esteve historicamente à margem da política e da vida pública croata, e que a influência da Igreja diminuiu ainda mais durante o período entreguerras devido à ditadura real e à popularidade do anticlerical Partido Camponês Croata.  Durante o Reino da Iugoslávia, o clero católico estava profundamente insatisfeito com o regime: "... foi lançada uma campanha massiva na imprensa para mobilizar os quase três milhões de católicos da Croácia contra as medidas do governo central que penalizavam o apostolado de São Pedro. Em primeiro lugar, a sua desigualdade de tratamento foi denunciado: 'o orçamento para a religião totaliza 141 milhões de dinares, 70 dos quais vão para a Igreja Sérvia e 34 para a Católica.(...) O governo de Pašić é gentil na Sérvia, onde cada cidadão paga 55 dinares em impostos anuais, embora seja cruel na Croácia e na Eslovênia, distritos predominantemente católicos, onde cada cidadão paga 165 dinares em impostos'".
O antagonismo da Igreja Católica Croata em relação à Igreja Ortodoxa tornou-se uma parte importante do antagonismo de Ustaše em relação aos sérvios, com consequências fatídicas durante a guerra. Os Ustaše apoiaram a agressão violenta ou a força para converter crentes ortodoxos de língua servo-croata ao catolicismo romano. Os Ustaše defenderam a posição de que a Ortodoxia Oriental, como símbolo do nacionalismo sérvio, era o seu maior inimigo e nunca reconheceu a existência de um povo sérvio nos territórios da Croácia ou da Bósnia - eles reconheceram apenas "croatas da fé oriental". Sob a política Ustaše de eliminação dos sérvios, a Igreja Católica na Croácia participou na conversão forçada dos sérvios ortodoxos ao catolicismo. Contudo, mesmo a conversão não protegeu necessariamente os sérvios e os judeus do massacre. O bispo Alojzije Mišić de Mostar descreveu como enquanto os sérvios convertidos ao catolicismo "estavam na Igreja assistindo à santa missa, eles (Ustaše) os capturaram, os jovens e os velhos, homens e mulheres, conduziram-nos como gado... e logo os enviaram para a eternidade, em massa".
Os Ustaše chamavam os bósnios de "croatas da fé islâmica" e, em geral, toleravam os muçulmanos; por sua vez, a comunidade bósnia não demonstrou qualquer hostilidade particular ao governo Ustaše. Muitos recrutas muçulmanos serviram nas forças armadas do Estado Independente da Croácia ou nas suas forças policiais; apenas um número muito pequeno de muçulmanos serviu nas fileiras dos guerrilheiros comunistas até os últimos dias da guerra. A Resolução dos Muçulmanos de Sarajevo de 12 de outubro de 1941, por 108 muçulmanos notáveis, condenou as atrocidades de Ustaše contra os sérvios.

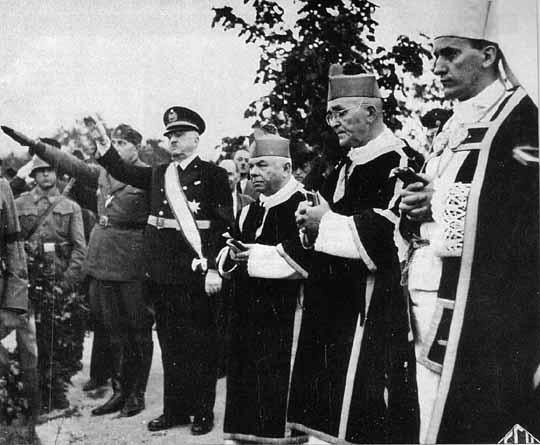
Marko Došen (extrema esquerda, fazendo a saudação nazista) e Arcebispo Aloísio Stepinac (extrema direita)

Em 28 de abril de 1941, o chefe da Igreja Católica na Croácia, o Arcebispo Aloísio Stepinac, emitiu uma carta pública em apoio ao novo Estado Independente da Croácia (sob o governo liderado por Ustaše), e pediu ao clero que rezasse pelo seu líder, Ante Pavelić. Isto apesar do facto de os Ustaše já terem proclamado medidas proibindo sérvios, judeus e ciganos de servirem como polícias, juízes e soldados, e facilitando aos funcionários do Estado a demissão de membros desses grupos étnicos/religiosos da administração pública, e ele sabia que estavam a preparar leis raciais ao estilo nazi, que Pavelić assinou apenas 2 dias depois. 
Embora Stepinac mais tarde tenha se oposto a certas políticas Ustaše e ajudado alguns judeus e sérvios, ele continuou a apoiar publicamente a sobrevivência do Estado Independente da Croácia até o seu fim, serviu como Vigário de Guerra do estado e, em 1944, recebeu uma medalha de Pavelić. Durante a guerra em curso, Stepinac opôs-se publicamente às políticas Ustaše - na verdade, no que diz respeito às relações com o chefe do regime Ustaše, Ante Pavelić, "é geralmente aceite que eles se odiavam completamente... o arcebispo também se opôs às ideologias fascistas e nazis, especialmente a ideologia racista nazista e muitas políticas Ustasha" ao contrário de alguns outros membros do clero católico croata De acordo com o historiador Martin Gilbert, "Aloysius Stepinac, que em 1941 saudou a independência croata, posteriormente condenou as atrocidades croatas contra sérvios e judeus, e ele mesmo salvou um grupo de judeus em um asilo para idosos." 
A grande maioria do clero católico na Croácia apoiou os Ustaše no momento em que conseguiram formar o Estado Independente da Croácia ; mas mais tarde, quando ficou claro que os Aliados iriam vencer, a hierarquia católica tentou distanciar a Igreja do regime que se envolveu em vários abusos e crimes de guerra. No entanto, na sua carta pastoral de 24 de março de 1945, a Igreja Católica Croata ainda proclamou o seu apoio ao Estado fantoche e aos seus governantes, apesar do facto de a maioria das figuras importantes do regime se prepararem para fugir do país. A imprensa católica também manteve o seu apoio a Pavelić até ao fim, e o próprio Stepinac realizou um Te Deum final ao NDH no aniversário da sua fundação, em 10 de abril de 1945, enquanto o NDH levava a cabo os últimos assassinatos em massa. para liquidar o campo de concentração de Jasenovac.
Alguns padres, principalmente franciscanos, particularmente, mas não limitados a, Herzegovina e Bósnia, participaram eles próprios nas atrocidades. Padres como Ivan Guberina serviram como guarda-costas de Pavelić, enquanto Dionizije Juričev, responsável pela conversão forçada dos sérvios no governo Ustaše, escreveu que não era mais crime matar crianças de sete anos se elas atrapalhassem o movimento Ustaše. No seu jornal diocesano, o Arcebispo de Sarajevo, Ivan Šarić, publicou que “a libertação do mundo dos judeus é um movimento para a renovação da humanidade”. Na Bósnia, os Ustaše governaram em grande parte através do clero católico, com o padre Božidar Bralo servindo como delegado principal dos Ustaše para a Bósnia.
Miroslav Filipović era um frade franciscano (do mosteiro Petrićevac) que supostamente se juntou ao Ustaše como capelão e, em 7 de fevereiro de 1942, juntou-se ao massacre de cerca de 2 730 sérvios das aldeias próximas, incluindo cerca de 500 crianças. Ele teria sido posteriormente demitido de sua ordem e destituído do cargo, embora usasse seu traje clerical quando foi enforcado por crimes de guerra. Ele se tornou o chefe da guarda do campo de concentração de Jasenovac, onde foi apelidado de "Fra Sotona" (Pai Satanás) por outros croatas. Mladen Lorković, o ministro croata dos Negócios Estrangeiros, formulou-o assim: “Na Croácia, podemos encontrar poucos verdadeiros sérvios. A maioria dos Pravoslavos são, na verdade, croatas que foram forçados por invasores estrangeiros a aceitar a fé infiel. é nosso dever trazê-los de volta ao rebanho católico romano".
Durante a guerra, "de acordo com a prática diplomática de longo prazo do Vaticano de não reconhecer novos estados em tempo de guerra antes de serem legitimados pelos tratados de paz, o papa não enviou um núncio ou diplomata à Croácia, conforme solicitado, mas um visitante apostólico, o abade Giuseppe Marcone, que representaria o Vaticano perante a Igreja Católica Croata, e não perante o governo. O governo ignorou esta nuance, concedendo um lugar de destaque a Marcone em todas as funções oficiais". Após o fim da Segunda Guerra Mundial, os Ustaše que conseguiram escapar do território iugoslavo (incluindo Pavelić) foram contrabandeados para a América do Sul. Isto foi feito em grande parte através de linhas de comunicação operadas por padres católicos que anteriormente tinham assegurado posições no Vaticano. Alguns dos membros mais infames do Colégio Ilírio de San Girolamo, em Roma, envolvidos nisso foram os frades franciscanos Krunoslav Draganović e Dominik Mandić, e um terceiro frade de sobrenome Petranović (nome desconhecido). 
O regime Ustaše depositou grandes quantidades de ouro – incluindo o ouro saqueado aos sérvios e judeus durante a Segunda Guerra Mundial – em contas bancárias suíças. Parece que uma quantidade substancial de ouro foi adicionalmente transportada por Ustaše para a Áustria no final da Segunda Guerra Mundial. De um total, segundo algumas estimativas, de 350 milhões de francos suíços, um relatório de inteligência estimou que 200 milhões (cerca de 47 milhões de dólares) chegaram ao Vaticano. A questão permanece sem esclarecimento.

O cardeal Aloísio Stepinac, arcebispo de Zagreb, foi acusado, condenado à prisão após o fim da Segunda Guerra Mundial, pelas autoridades comunistas iugoslavas, de apoiar os Ustaše e de exonerar os membros do clero que com eles colaboravam e eram, portanto, cúmplices nas conversões forçadas. Stepinac declarou em 28 de março de 1941, observando as primeiras tentativas de unir croatas e sérvios:
"Em suma, croatas e sérvios são de dois mundos, polo norte e polo sul, nunca poderão ficar juntos a não ser por um milagre de Deus. O cisma (entre a Igreja Católica e a Ortodoxia Oriental) é a maior maldição da Europa, quase maior que o protestantismo. Não há moral, nem princípios, nem verdade, nem justiça, nem honestidade."
Em 22 de julho de 2016, o Tribunal do Condado de Zagreb anulou a sua condenação do pós-guerra devido a "graves violações dos atuais e antigos princípios fundamentais do direito penal substantivo e processual".
Em 1998 Stepinac foi beatificado pelo Papa João Paulo II. No dia 22 de junho de 2003, João Paulo II visitou Banja Luka. Durante a visita celebrou uma missa no referido mosteiro de Petrićevac. Isto causou alvoroço público devido à ligação do mosteiro com Filipović. No mesmo local, o Papa proclamou a beatificação do leigo católico romano Ivan Merz (1896–1928), que foi o fundador da "Associação das Águias Croatas" em 1923, que alguns consideram um precursor dos Ustaše. Apologistas católicos romanos defendem as ações do Papa afirmando que o convento de Petrićevac foi um dos lugares que pegou fogo, causando a morte do Frei Alojzije Atlija, de 80 anos. Além disso, os apologistas alegaram que a guerra tinha produzido “um êxodo total da população católica desta região”; que os poucos que restaram eram “predominantemente idosos”; e que a igreja na Bósnia então supostamente corria o risco de "extinção total" devido à guerra.

## Colaboração Ustaše-Chetnik

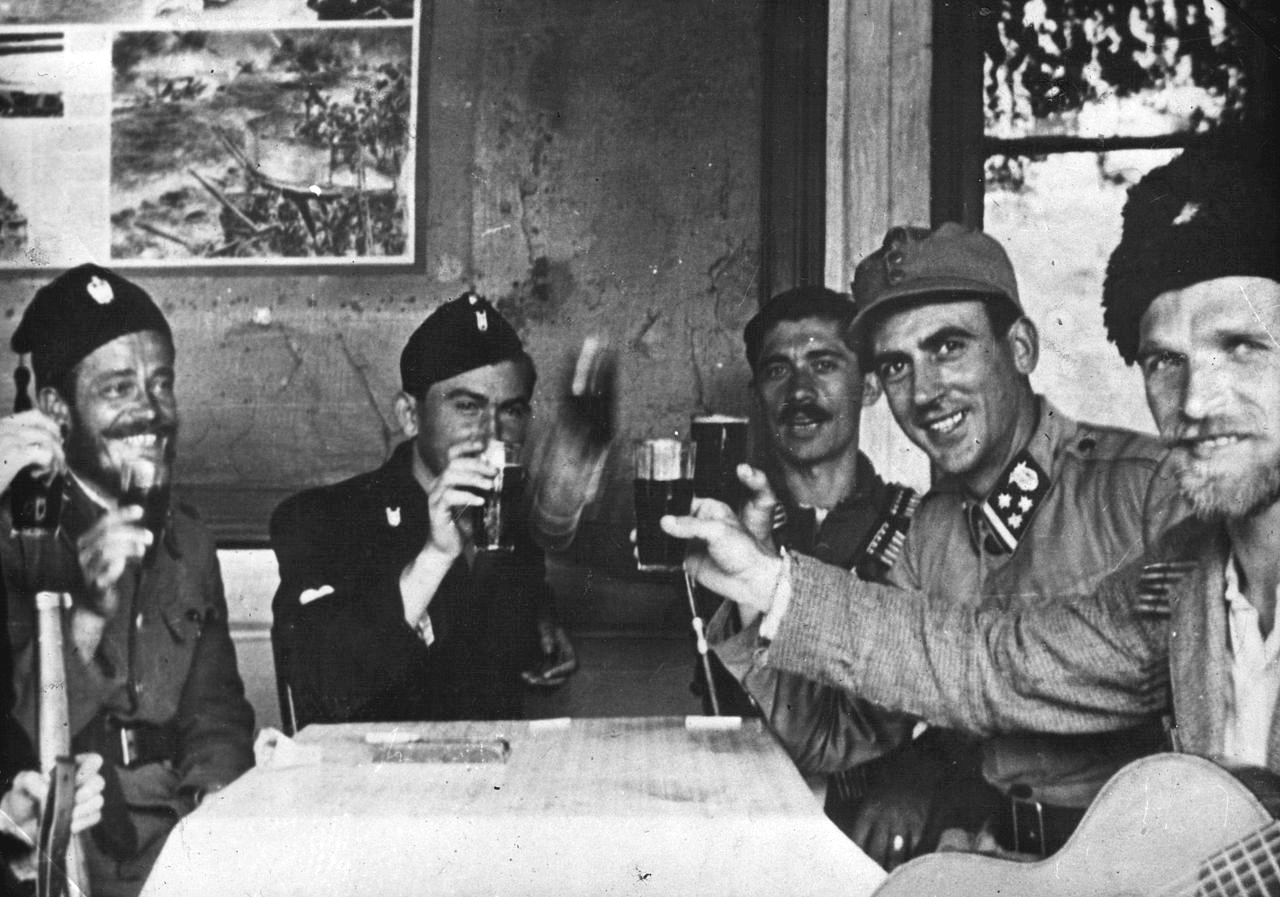
Oficiais Ustaše e Domobran com o comandante chetnik Uroš Drenović (à esquerda)

Apesar de representarem nacionalismos opostos, quando confrontados com a força crescente do seu inimigo comum (ou seja, os partisans), os Ustaše e os Chetniks em todo o Estado Independente da Croácia assinaram acordos de colaboração na primavera de 1942, que na sua maior parte se mantiveram até ao final de 1942. a guerra. A introdução a esses acordos afirmava:
Enquanto houver perigo de gangues guerrilheiras armadas, as formações Chetnik cooperarão voluntariamente com as forças armadas croatas no combate e destruição dos guerrilheiros e estarão sob o comando das forças armadas croatas nestas operações.
Além disso, os acordos especificavam que os militares do NDH forneceriam armas e munições aos chetniks, os chetniks feridos em operações antipartisans seriam tratados em hospitais militares do NDH e as viúvas e órfãos dos soldados chetniks mortos receberiam ajuda financeira estatal igual à ajuda recebidos por viúvas e órfãos de soldados do NDH. As autoridades do NDH providenciaram a libertação dos sérvios nos campos de concentração Ustaše, mas apenas por recomendação especial dos comandantes do Chetnik (portanto, não dos partisans e dos seus simpatizantes). Em 30 de junho de 1942, o Quartel-General do Poglavnik (ou seja, Ante Pavelić), enviou uma declaração, assinada pelo Marechal Slavko Kvaternik, a outros ministérios do NDH, resumindo esses acordos com os Chetniks do NDH.
Os Ustaše assinaram acordos de colaboração com os principais comandantes do NDH Chetnik, na seguinte ordem:
- Momčilo Đujić (comandante da Divisão Chetnik Dinara), Brane Bogunović (comandante do Corpo Gavrilo Princip, Divisão Dinara), Mane Rokvić (comandante do Corpo Rei Alexandre I, Divisão Dinara), Pajica Omčikus (Corpo do Rei Pedro II, Divisão Dinara) e Pajo Popović (comandante do Corpo Onisin Popović, Divisão Dinara) em dezembro de 1941 iniciou negociações com o prefeito Ustaše de Knin, David Sinčić, em Knin.[183]
- Uroš Drenović, o comandante do Destacamento Chetnik Kočić, assinou um acordo com o Ustaše em Mrkonjić Grad em 27 de abril de 1942.[184]
- Lazar Tešanović, comandante do Batalhão Chetnik, Mrkonjić, assinou um acordo com o NDH no dia 23 de maio de 1942.
- Cvijetin Todić e Savo Božić, comandantes dos destacamentos Chetnik Ozren e Trebava, assinaram acordos com o NDH no dia 28 de maio de 1942 na aldeia de Lipac.[185][186][187]
- Representantes do DDestacamento Chetnik Majevica assinaram acordos com o NDH em 30 de maio de 1942.[188]
- Rade Radić, comandante do Destacamento Chetnik "Borja", chegou a um acordo com as autoridades do NDH em 9 de junho de 1942.[189]
- Slavko Bjelajac e Jovan Dabović, comandantes Chetnik da área de Otočac, assinaram acordos com o NDH em 17 de dezembro de 1942.[183]

Em 26 de maio de 1942, o ministro Ustaše, Mladen Lorković, escreveu em um comunicado às autoridades locais do NDH, que, de acordo com esses acordos, "o Quartel-General da Guarda Nacional concorda com sua proposta de conceder um milhão de kuna de ajuda aos líderes da comunidade greco-oriental [ou seja, Ortodoxo Sérvio], Momčilo Djujić, Mane Rokvić, [Branko] Bogunović, Paja Popović e Paja Omčikus, 200 armas iugoslavas e 10 metralhadoras". Ustaše e Chetniks participaram simultaneamente, ao lado das forças alemãs e italianas, em grandes batalhas contra os Partisans no NDH: a Ofensiva Kozara, Caso Branco, Operação Rösselsprung, a Batalha por Knin (1944), etc.
Em 1945, o comandante Chetnik, Momčilo Djujić e as suas tropas, com a permissão do líder Ustaše Ante Pavelić, escaparam através do NDH para o oeste.  Em abril de 1945, como ele próprio admitiu, Ante Pavelić recebeu "dois generais do quartel-general Draža Mihailović e chegou a um acordo com eles sobre uma luta conjunta contra os comunistas de Tito", enquanto nos primeiros dias de maio, unidades Chetnik passaram por Ustaše. Zagreb, a caminho de Bleiburg, após o qual Chetniks e membros do exército Ustaše foram mortos pelos guerrilheiros em vários locais, incluindo Tezno, perto de Maribor.

## Estrutura
No topo do comando estava o Poglavnik (que significa "Líder") Ante Pavelić. Pavelić foi nomeado Chefe de Estado da Croácia depois que Adolf Hitler aceitou a proposta de Pavelić de Benito Mussolini, em 10 de abril de 1941. A Guarda Nacional Croata eram as forças armadas da Croácia, posteriormente fundidas nas Forças Armadas Croatas. A estrutura de comando Ustaše foi subdividida em administrações a nível stožer (distrito), logor (país) e tabor (condado).

## Símbolos

Símbolo usado no Estado Independente da Croácia

Símbolo da Ustaše

O símbolo da Ustaše era uma letra maiúscula "U" azul com um emblema de granada explodindo dentro dela.
A bandeira do Estado Independente da Croácia era um tricolor horizontal vermelho-branco-azul com o escudo do brasão de armas da Croácia no meio e o U no canto superior esquerdo. Sua moeda era a Kuna do Estado Independente da Croácia.
A saudação Ustaše era "Za dom – spremni!"
Isto foi usado em vez da saudação nazista Heil Hitler pelos Ustaše. Hoje é nominalmente associado aos simpatizantes de Ustaše pelos sérvios ou conservadores não-Ustaše associados ao Partido dos Direitos da Croácia. No entanto, alguns croatas veem isso como uma saudação patriótica, enfatizando a defesa da própria casa e do país. Na internet, às vezes é abreviado como ZDS.

## Legado

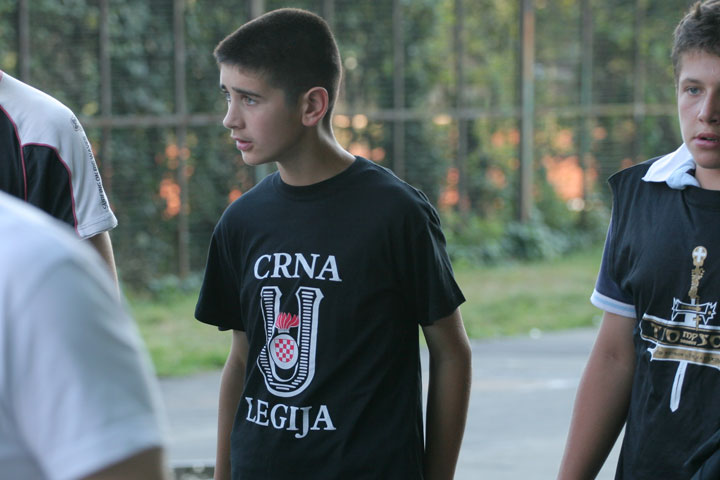
Menino vestindo uma camisa com um símbolo da Legião Negra e da Milícia Ustaše em um show da banda croata Thompson

### Na cultura popular
A Ustaše desempenha um papel importante na curta história alternativa de Harry Turtledove, Ready for the Fatherland. Desempenha um breve papel de fundo em In the Presence of Mine Enemies, uma obra não relacionada do mesmo autor. Em ambas as obras, o regime fundado por Pavelić durou várias décadas além da década de 1940.
A popular banda croata Thompson inicia regularmente seus shows com a saudação Ustaše. O Centro Wiesenthal protestou contra isto, juntamente com outras tentativas de revisionismo e de negação do Holocausto na Croácia.

### Croácia moderna
Procurando unificar o apoio à independência da Croácia, Franjo Tuđman, o primeiro presidente da Croácia, no final da década de 1980 defendeu a "pomirba", ou seja, a reconciliação nacional entre Ustaše e os Partisans. Isto levou a um renascimento de opiniões, símbolos e saudações pró-Ustaše entre a direita política croata. Após a independência da Croácia na década de 1990, as ruas foram renomeadas para levar o nome dos líderes Ustaše, como Mile Budak e Jure Francetić. Embora algumas delas tenham sido removidas posteriormente, a Radio Free Europe observou que das cerca de 20 ruas dedicadas a Mile Budak nos anos 90, metade ainda permanecia na Croácia em 2019. 
Organizações judaicas e sérvias, historiadores e antifascistas croatas, bem como observadores internacionais, alertaram repetidamente sobre o revisionismo na Croácia, que procura minimizar os crimes Ustaše e até celebra o regime Ustaše. Exemplos recentes incluem a publicação de um livro que celebra o "cavaleiro croata" Maks Luburić, que, como chefe dos campos de concentração de Ustaše, foi responsável por mais de 100 000 mortes, durante os genocídios de Ustaše contra judeus, sérvios e ciganos, e um documentário que minimiza a morte de crianças. nos campos de concentração dos Ustaše. O livro Luburić foi promovido com a ajuda da Igreja Católica Croata,  e fontes da Igreja minimizaram a morte de crianças em campos de concentração. Os historiadores croatas notaram que a Igreja tem sido líder na promoção do revisionismo e na minimização dos crimes Ustaše. Em 2013, o jornal das arquidioceses católicas croatas, Glas Koncila, publicou uma série sobre Jasenovac, do negacionista de Jasenovac Igor Vukić, que afirma que Jasenovac era um "mero campo de trabalho", onde não ocorreram execuções em massa. Em 2015, o chefe da Conferência Episcopal Croata pediu que a saudação Ustaše "Za dom spremni" fosse adotada pelo exército croata.
Os adeptos de futebol croatas entoaram repetidamente a saudação Ustaše “Za dom spremni”, pela qual a FIFA e a UEFA repetidamente aplicaram penalidades contra a federação croata de futebol, por “explosão de fascistas”. Em 2014, o jogador de futebol croata Josip Šimunić foi banido da Copa do Mundo FIFA por liderar um estádio cheio de torcedores na saudação Ustaše.
Em 2014, o então prefeito de Split, Croácia, inaugurou um monumento dedicado à brigada HOS dos anos 1990 chamado "O Cavaleiro Rafael Boban", em homenagem ao comandante Ustaše, que inclui o emblema HOS com a saudação Ustaše "Za dom spremni".  Desde então, a organização HOS tem organizado comemorações anuais no memorial em 10 de abril (aniversário da fundação do Estado Independente da Croácia), durante as quais os participantes uniformizados pretos gritam a saudação Ustaše "Za dom spremni".
Em 2016, a organização croata de veteranos de guerra HOS afixou uma placa no campo de concentração de Jasenovac com a saudação Ustaše "Za dom spremni". Apesar dos protestos de organizações judaicas e outras, foi permitido que isto permanecesse até que as críticas do enviado especial do Departamento de Estado dos EUA sobre questões do Holocausto, forçaram o governo a transferi-lo para uma cidade próxima. Como resultado disso, e das alegações de tolerância do governo para a minimização dos crimes de Ustaše, grupos de resistência judeus, sérvios e croatas da Segunda Guerra Mundial recusaram-se a aparecer com representantes do governo na comemoração anual de Jasenovac.
Em 2019, o governo austríaco aprovou uma lei que proíbe a exibição de símbolos Ustaše, juntamente com símbolos nazistas anteriormente proibidos, em grande parte como resultado da exibição dos mesmos por nacionalistas croatas na comemoração anual de Bleiburg, patrocinada pelo governo croata, onde a polícia austríaca prendeu repetidamente nacionalistas croatas por saudações nazistas e fascistas. Três parlamentares austríacos da UE declararam a cerimónia de Bleiburg, à qual participam dezenas de milhares de nacionalistas croatas, "a maior reunião fascista na Europa". A Igreja Católica Austríaca proibiu uma Missa da Igreja Católica Croata em Bleiburg porque, como afirmaram, "a Missa em Bleiburg tornou-se parte de uma manifestação que é politicamente instrumentalizada e faz parte de um ritual político-nacional que serve para experimentar e interpretar seletivamente a história", acrescentando que faz mau uso de "um serviço religioso para fins políticos, sem se distanciar da visão de mundo fascista".

### Uso moderno do termo "Ustaše"
Após a Segunda Guerra Mundial, o movimento Ustaše foi dividido em várias organizações e atualmente não existe nenhum movimento político ou paramilitar que reivindique o seu legado como seu "sucessor". O termo “ustaše” é hoje usado como um termo depreciativo para o ultranacionalismo croata. O termo "Ustaše" é por vezes usado entre os sérvios para descrever o sentimento antissérvio ou, de forma mais geral, para difamar os adversários políticos.

### Uso por nacionalistas sérvios
Desde o final da Segunda Guerra Mundial, os historiadores sérvios têm usado os Ustaše para promover que os sérvios resistiram ao Eixo, enquanto croatas e bósnios os apoiavam amplamente. No entanto, os Ustaše careciam de apoio entre os croatas comuns e nunca obtiveram qualquer apoio significativo entre a população. O regime Ustaše foi apoiado por partes da população croata que durante o período entreguerras se sentiram oprimidas na Iugoslávia liderada pelos sérvios. A maior parte do apoio que inicialmente obteve com a criação de um Estado nacional croata foi perdida devido às práticas brutais que utilizou. Na década de 1980, historiadores sérvios produziram muitos trabalhos sobre a conversão forçada durante a Segunda Guerra Mundial dos sérvios ao catolicismo em Ustaše, Croácia. Estes debates entre historiadores tornaram-se abertamente nacionalistas e também penetraram nos meios de comunicação em geral. Historiadores em Belgrado durante a década de 1980, que tinham conexões estreitas com o governo, muitas vezes iam à televisão à noite para discutir detalhes inventados ou reais sobre o genocídio de Ustaše contra os sérvios durante a Segunda Guerra Mundial. O clero e os nacionalistas sérvios culparam todos os croatas pelos crimes cometidos pelos Ustaše e por planearem um genocídio contra o povo sérvio. Estas atividades propagandísticas visavam justificar crimes planeados e engenharia etnodemográfica na Croácia.